# Liste der Biografien/Lut
Liste der Biografien |
Portal Biografien |
Personensuche
# |
A |
B |
C |
D |
E |
F |
G |
H |
I |
J |
K |
L |
M |
N |
O |
P |
Q |
R |
S |
T |
U |
V |
W |
X |
Y |
Z |
?
 
La |
Lb |
Lc |
Le |
Lg |
Lh |
Li |
Lj |
Ll |
Lm |
Lo |
Lp |
Lt |
Lu |
Lv |
Lw |
Lx |
Ly |
Lz
 
Lua |
Lub |
Luc |
Lud |
Lue |
Luf |
Lug |
Luh |
Lui |
Luj |
Luk |
Lul |
Lum |
Lun |
Luo |
Lup |
Luq |
Lur |
Lus |
Lut |
Luu |
Luv |
Luw |
Lux |
Luy |
Luz
Die Liste der Biografien führt alle Personen auf, die in der deutschsprachigen Wikipedia einen Artikel haben. Dieses ist eine Teilliste mit 822 Einträgen von Personen, deren Namen mit den Buchstaben „Lut“ beginnt.

## Lut

### Luta
- Luta, Dielona (* 1994), deutsch-kosovarisch-albanische Fußballspielerin
- Lutai, Andrei Wladimirowitsch (* 1986), russischer Eiskunstläufer
- Lutajewa, Walentyna (1956–2023), ukrainische Handballspielerin
- Lutali, A. P. (1919–2002), US-amerikanischer Politiker
- Lutatius Catulus, Gaius, römischer Politiker und Feldherr in der Endzeit des Ersten Punischen Kriegs
- Lutatius Catulus, Quintus, römischer Politiker; Konsul 78 v. Chr.
- Lutatius Catulus, Quintus († 87 v. Chr.), römischer Politiker und Feldherr, Konsul 102 v. Chr.
- Lutatius Cerco, Quintus († 236 v. Chr.), römischer Konsul 241 v. Chr.
- Lutatius Dexter Laelianus, Quintus, römischer Offizier (Kaiserzeit)

### Lutb
- Lutbert von Langen († 1326), Domdechant in Münster

### Lutc
- Lutcher, Joe (1919–2006), amerikanischer Rhythm-and-Blues- und Gospel-Musiker
- Lutcher, Nellie (1912–2007), US-amerikanische R&B-Sängerin und -Pianistin
- Lütcke, Hubert (1887–1963), deutscher Architekt und preußischer Baubeamter
- Lütcke, Jörg (* 1975), deutscher Basketballspieler
- Lütcke, Karl-Heinrich (* 1940), deutscher evangelischer Geistlicher, Propst und Theologischer Leiter im Konsistorium der Evangelischen Kirche Berlin-Brandenburg-schlesische Oberlausitz (1990–2005)
- Lütcke, Marcus von der (1603–1686), kurbrandenburger Generalmajor und Chef eines Reiterregiments
- Lütcke, Niklas (* 1974), deutscher Basketballspieler
- Lütcke, Willy (1905–1982), deutscher Maler, Grafiker und Bildhauer
- Lütcken, Eduard Christian von (1800–1865), hannoverscher Politiker
- Lütcken, Eduard Hermann von (1851–1926), deutscher Gutsbesitzer, Richter und Parlamentarier
- Lütcken, Eduard von (1882–1914), deutscher Vielseitigkeitsreiter
- Lütcken, Ferdinand von (1837–1898), preußischer General der Infanterie

### Lute
- Lute, Cees († 2022), niederländischer Radrennfahrer
- Lute, Douglas (* 1952), US-amerikanischer Militär, Lieutenant General der United States Army, Chefkoordinator im Irakkrieg und im Afghanistankrieg
- Lutens, Serge (* 1942), französischer Modeschöpfer, Parfümeur, Fotograf und Filmemacher
- Luter, Claude (1923–2006), französischer Swing-Bandleader, Klarinettist und Saxophonist
- Luter, Eric (* 1953), französischer Jazzmusiker (Trompete, Gesang)
- Luterbacher, Hanspeter (1938–2021), Schweizer Paläontologe
- Luterbacher, Jürg (* 1968), Schweizer Geograph und Paläoklimatologe
- Luterbacher, Robert (1846–1912), Schweizer Politiker (SP)
- Luterbacher, Urs (* 1944), Schweizer Politikwissenschaftler
- Luterer, Hans (1489–1548), Uhrmacher
- Luterkort, Ingrid (1910–2011), schwedische Schauspielerin
- Lüters, Rudolf (1883–1945), deutscher General der Infanterie im Zweiten Weltkrieg
- Lutes, Brett (* 1982), kanadischer Eishockeyspieler
- Lutes, Eric (* 1962), US-amerikanischer Schauspieler
- Lutes, Jason (* 1967), US-amerikanischer Comiczeichner
- Lutes, Jim (* 1955), US-amerikanischer Maler
- Lutes, LeRoy (1890–1980), US-amerikanischer Offizier, Generalleutnant der US-Army

### Lutf
- Lutfī, tschagatai-türkischer Dichter
- Lütfi (1833–1898), armenischer Dichter und Journalist
- Lütfi Pascha († 1564), osmanischer Staatsmann und Großwesir des Osmanischen Reiches
- Lutfi, Ali (1935–2018), ägyptischer Politiker
- Lutfi, Mohd Fauzan Ahmad (* 1986), malaysischer Radrennfahrer
- Lütfi, Muhammed (1868–1956), türkischer Imam, Sufi und Dichter
- Lutfi, Nadia (1937–2020), ägyptische Schauspielerin
- Lutfried, Kunz, Bürgermeister der Reichsstadt Heilbronn
- Lutfullayev, Sharofiddin (* 1990), usbekischer Judoka

### Lutg
- Lutgard von Tongern (1182–1246), Ordensfrau, Mystikerin, Jungfrau, Heilige
- Lütge, Christiane (* 1969), deutsche Anglistin und Fremdsprachendidaktikerin
- Lütge, Christoph (* 1969), deutscher Ökonom und PhilosophChristoph Lütge (* 1969)

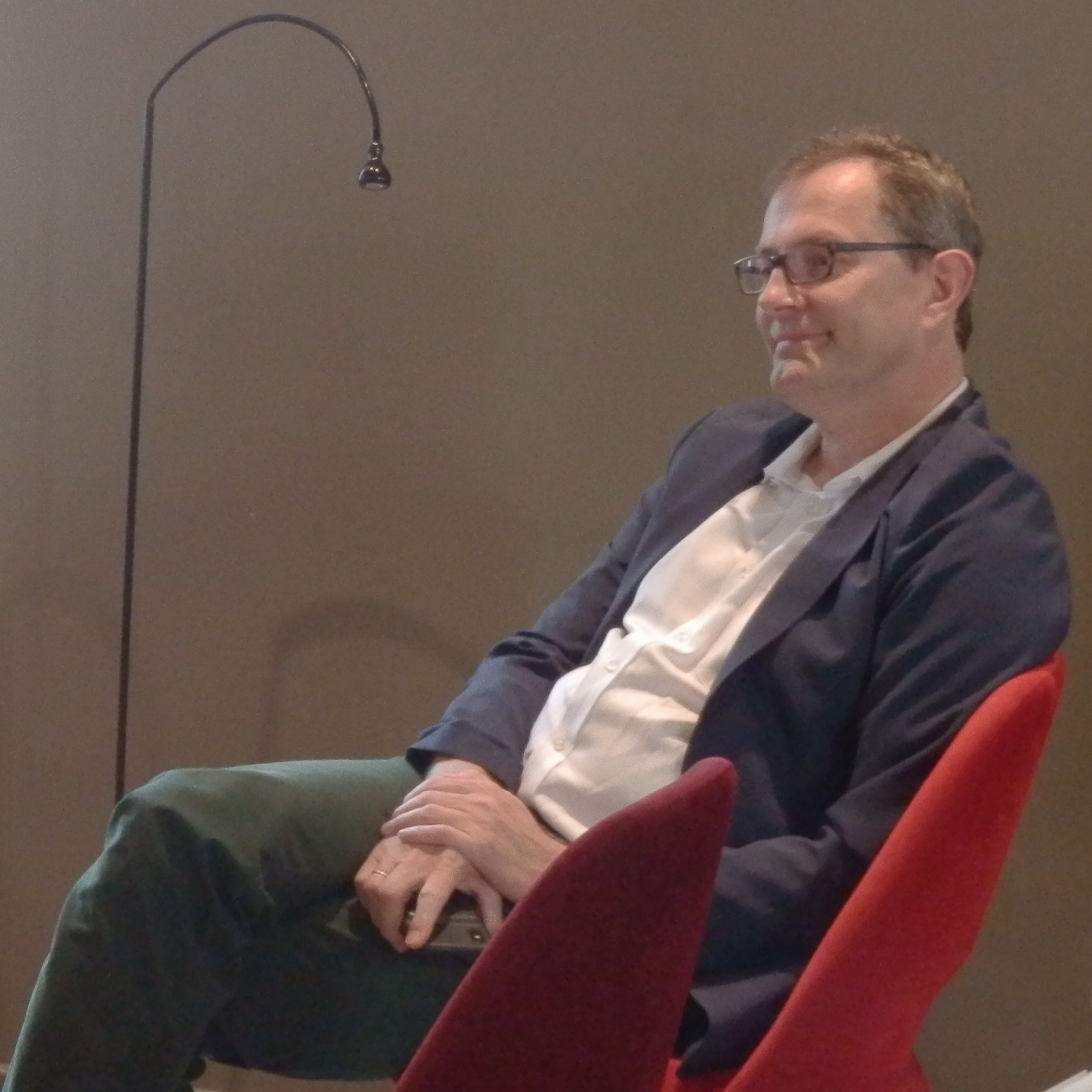
Christoph Lütge (* 1969)

- Lütge, Ewald (1945–1995), deutscher Journalist, Radiomoderator, Musikmanager und Texter
- Lütge, Friedrich (1901–1968), deutscher Ökonom und Historiker
- Lütge, Karl (1875–1967), deutscher Lehrer und Kirchenmusiker
- Lütge, Karl (1895–1965), deutscher Journalist und Schriftsteller
- Lütge, Paul (1863–1921), deutscher evangelischer Geistlicher
- Lütgehetmann, Walter (1914–1967), deutscher Billardspieler
- Lutgen, Benoît (* 1970), belgischer Politiker
- Lütgen, Kurt (1911–1992), deutscher Schriftsteller
- Lütgenau, Franz (1857–1931), deutscher Politiker (SPD), MdR
- Lütgenau, Stefan August (* 1964), deutscher Historiker
- Lütgendorf, Joseph Maximilian von (1750–1829), deutscher Erfinder und Reisender sowie Wegbereiter der Luftfahrt
- Lütgendorf, Karl (1914–1981), österreichischer Offizier und PolitikerKarl Lütgendorf (1914–1981)

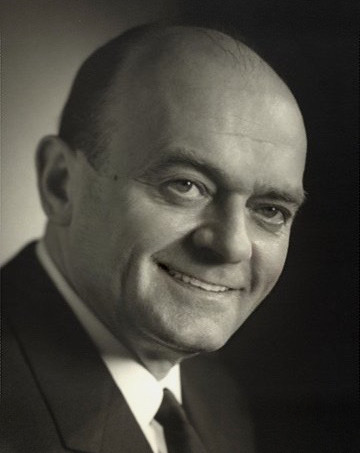
Karl Lütgendorf (1914–1981)

- Lütgendorf, Kasimir von (1862–1958), österreichischer General im Ersten Weltkrieg
- Lütgendorff, Max (* 1986), österreichischer Opernsänger (Tenor)
- Lütgendorff-Leinburg, Ferdinand von (1785–1858), deutsch-österreichischer Maler und Grafiker
- Lütgendorff-Leinburg, Max von (1889–1958), österreichisch-deutscher Verwaltungsjurist
- Lütgendorff-Leinburg, Otto Gottfried von (1825–1893), österreichischer Schriftsteller und Übersetzer
- Lütgendorff-Leinburg, Willibald Leo von (1856–1937), deutscher Maler und Kunsthistoriker
- Lütgenhorst, David (* 1983), deutscher Schauspieler, Synchronsprecher und Radiomoderator
- Lütgens, Annelie (* 1956), Kunsthistorikerin, Kuratorin und Publizistin
- Lütgens, August (1897–1933), deutscher KPD-Funktionär, NS-Justizopfer
- Lütgens, George Henry (1856–1928), Hamburger Reeder und Politiker, MdHB
- Lütgens, John (1875–1950), deutscher Architekt
- Lütgens, Kay (* 1957), deutscher Fachbuchautor und Rechtsanwalt
- Lütgens, Nicolaus Heinrich (1804–1881), deutscher Kaufmann
- Lütgens, Rudolf (1881–1972), deutscher Geograph
- Lutgert van Buderick (1383–1453), deutsche Ordensschwester
- Lütgert, Christoph (* 1945), deutscher Journalist, ehemaliger Chefreporter des NDR
- Lütgert, Gert (1939–2016), deutscher Politiker (SPD), MdL
- Lütgert, Wilhelm (1867–1938), deutscher protestantischer Theologe
- Lütgert, Will (* 1941), deutscher Pädagoge

### Luth
- Lüth, Christian (* 1976), deutscher Politologe, Pressesprecher der Alternative für Deutschland (bis 2020)
- Lüth, Erich (1902–1989), deutscher Publizist und Politiker (DDP, RDP), MdHB
- Lüth, Friedrich (* 1957), deutscher Prähistorischer Archäologe
- Lüth, Hans (* 1940), deutscher Physiker
- Lüth, Heidemarie (* 1946), deutsche Politikerin (Die Linke), MdB
- Lüth, Heinrich (1864–1949), Hofgarteninspektor und letzter Hofgärtner Eutins
- Lüth, Johann Peter (1937–2014), deutscher Architekt, Leiter des Landesdenkmalamts des Saarlandes
- Lüth, Jürgen (* 1947), deutscher Politiker (DBD, CDU), MdL
- Lüth, Marlies (1935–2020), deutsche Politikerin (SPD)
- Lüth, Michael (* 1955), deutscher Botaniker
- Lüth, Otto (1899–1965), deutscher Politiker (SPD), MdL
- Lüth, Paul (1921–1986), deutscher Schriftsteller
- Luth, Rudolf Zu der (1880–1961), österreichischer Offizier und Geograph
- Lüth, Stefan (* 1966), deutscher Generalmajor
- Lüth, Tim Christian (* 1965), deutscher Ingenieur und Informatiker
- Lüth, Wolfgang (1913–1945), deutscher Marineoffizier, U-Boot-Kommandant im Zweiten WeltkriegWolfgang Lüth (1913–1945)

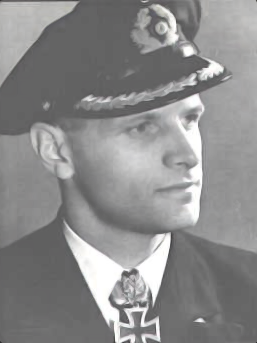
Wolfgang Lüth (1913–1945)

- Luthander, Sten (1905–2000), schwedischer Luftfahrtingenieur und Professor
- Luthar, Carlos, uruguayischer Fußballspieler
- Luthar, Oto (* 1959), slowenischer Historiker
- Lüthard, Dominic (* 1983), Schweizer Parteivorsitzender der rechtsextremen Partei National Orientierter Schweizer (PNOS)
- Lüthard, Johannes († 1542), Franziskanerbruder und reformatorischer Prediger in Basel
- Lüthardt, Christoph (1590–1663), Schweizer reformierter Geistlicher und Hochschullehrer
- Luthardt, Christoph Ernst (1823–1902), deutscher evangelischer Theologe
- Luthardt, Ernst-Otto (* 1948), deutscher Schriftsteller
- Luthardt, Hans (1918–1982), deutscher NDPD-Funktionär, MdV
- Luthardt, Matthias (* 1972), deutscher Filmregisseur
- Luthardt, Michael Egidius (* 1957), deutscher Politiker (Die Linke), MdL, hauptamtlicher Mitarbeiter der DDR-Staatssicherheit
- Luthardt, Robert (1917–1977), Szenenbildner und Artdirector
- Lüthardt, Samuel Friedrich (1767–1823), Schweizer Politiker und Jurist
- Luthardt, Thomas (* 1950), deutscher Schriftsteller, Lyriker und Arzt
- Luthardt, Vera (* 1959), deutsche Biologin und Hochschullehrerin
- Luthardt, Werner (* 1937), deutscher Fußballspieler
- Luthe, Andreas (* 1987), deutscher Fußballtorhüter
- Luthe, Claus (1932–2008), deutscher Industriedesigner
- Luthe, Ernst-Wilhelm (* 1957), deutscher Rechtswissenschaftler und Hochschullehrer
- Luthe, Gregor (* 1970), deutscher Chemiker, Toxikologe, Nanotechnologe, Erfinder und Unternehmer
- Luthe, Heinz Otto (* 1938), deutscher Soziologe
- Luthe, Hubert (1927–2014), deutscher Geistlicher, römisch-katholischer Bischof von Essen
- Luthe, Marcel (* 1977), deutscher Politiker (FDP), MdA
- Lüthe, Rudolf (* 1948), deutscher Philosoph und Professor an der Universität Koblenz-Landau
- Luthe, Tobias (* 1975), deutscher Nachhaltigkeitsforscher und Professor für Landschafts- und Umweltplanung an der ETH Zürich
- Lüthen, Matthias (* 1980), deutscher Automobilrennfahrer und Geschäftsmann
- Luther von Braunschweig († 1335), Hochmeister des Deutschen Ordens
- Luther, Adolf (1912–1990), deutscher Jurist, Künstler und BildhauerAdolf Luther (1912–1990)

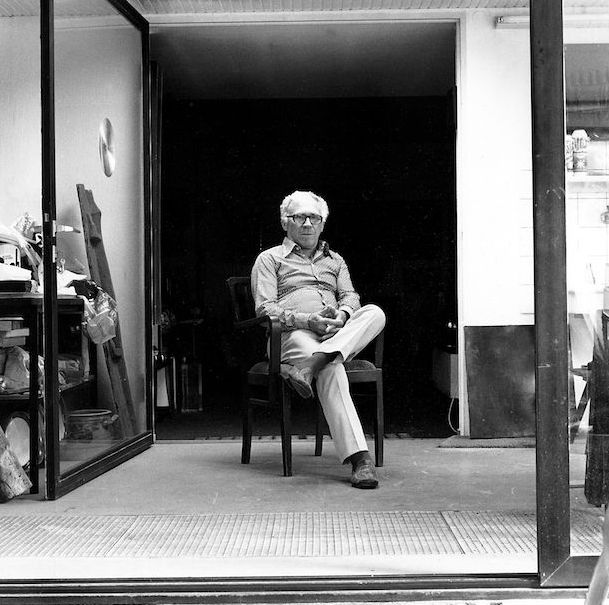
Adolf Luther (1912–1990)

- Luther, Alan, US-amerikanischer Physiker
- Luther, Alexander (1877–1970), finnischer Zoologe und Entwicklungsbiologe an der Universität Helsinki
- Luther, Alexander Martin (1810–1876), deutschbaltischer Kaufmann und Unternehmer
- Luther, Andreas (* 1969), deutscher Althistoriker und Hochschullehrer
- Luther, Angela (* 1940), deutsche Terroristin, ehemals Mitglied der RAF
- Luther, Annika (* 1958), finnlandschwedische Schriftstellerin
- Luther, Arthur (1876–1955), deutscher Literaturwissenschaftler, Bibliothekar, Übersetzer und Dolmetscher
- Luther, Bill (* 1945), US-amerikanischer Politiker
- Luther, Carl Joseph (1882–1968), deutscher Skipionier, Sportjournalist und Autor
- Luther, Carl Wilhelm (1859–1903), estländischer Ingenieur und Industrieller
- Luther, Charles (1885–1962), schwedischer Sprinter
- Luther, Christian Wilhelm (1857–1914), estländischer Industrieller
- Luther, Dieter (* 1953), deutscher Koch
- Luther, Dietrich Martin (1772–1861), deutschbaltischer Kaufmann, Notar, Verleger und Journalist
- Luther, Dirk (* 1970), deutscher Koch
- Luther, Doreen (* 1997), deutsche Volleyballspielerin
- Luther, Eduard (1816–1887), deutscher Astronom; Hochschullehrer und Rektor in Königsberg
- Luther, Ernst (1894–1966), deutscher Schriftsteller und Mundartdichter
- Luther, Ernst (1932–2024), deutscher Medizinethiker
- Luther, Ferdinand Justius (1838–1910), deutschbaltischer lutherischer Geistlicher
- Luther, Frank (1900–1980), US-amerikanischer Countrysänger
- Luther, Frank (* 1944), amerikanischer Kontrabassist des Modern Jazz
- Luther, Gabriel (1612–1672), deutscher Jurist und Staatsmann
- Luther, Georg Christian (1717–1800), schlesisch-estländischer Unternehmer
- Luther, Gerhard (1912–2002), deutscher Rechtswissenschaftler und Hochschullehrer
- Luther, Gerhard (1920–1978), deutscher Leichtathlet
- Luther, Gottlieb (1813–1879), deutscher Unternehmer
- Luther, Günter (1922–1997), deutscher Offizier, zuletzt Admiral der Deutschen Marine
- Luther, Hans (1879–1962), deutscher Jurist, parteiloser Politiker, Reichskanzler und FinanzfachmannHans Luther (1879–1962)

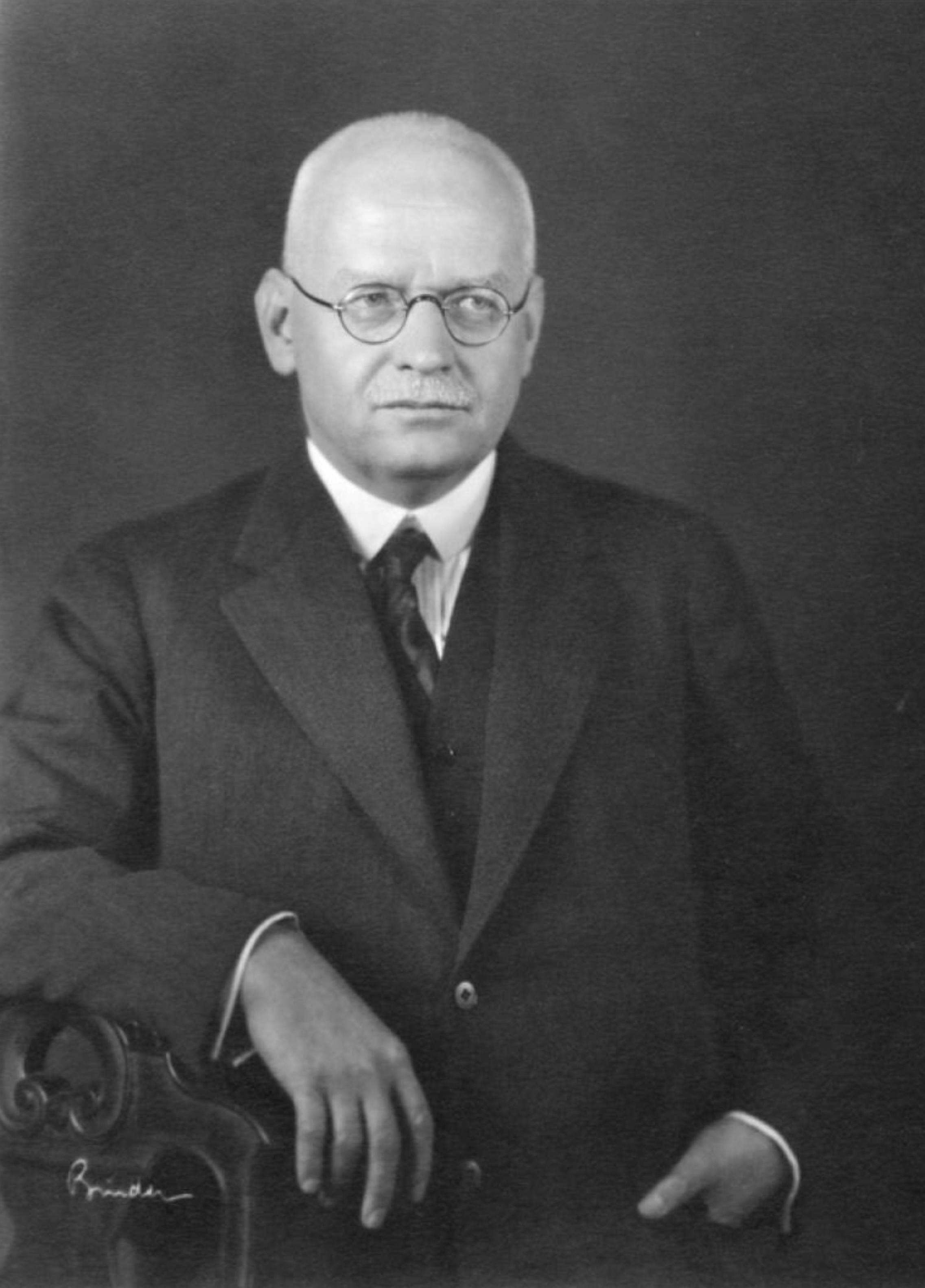
Hans Luther (1879–1962)

- Luther, Hans (1909–1970), deutscher Jurist, KdS und Kriegsverwaltungsrat
- Luther, Hans-Christian (* 1955), deutscher Konteradmiral
- Luther, Hauke (* 1965), deutscher Springreiter
- Luther, Henning (1947–1991), deutscher Theologe
- Luther, Hugo (1849–1901), deutscher Maschinenbau-Ingenieur und Unternehmer
- Luther, Igor (1942–2020), slowakischer Kameramann
- Luther, Jacob (1490–1571), Bruder des Reformators Martin Luther, Hüttenmeister, Ratsherr und Schultheiß
- Luther, Joachim (* 1941), deutscher Physiker
- Luther, Johann Christian (1804–1853), deutschbaltischer lutherischer Geistlicher
- Luther, Johann Martin II. (1663–1756), deutscher Theologe und Senior des Zeitzer Stiftskapitels
- Luther, Johannes (1526–1575), älteste Sohn Martin Luthers
- Luther, Johannes (1861–1954), deutscher Germanist und Bibliothekar
- Luther, Johannes Heinrich (1861–1932), deutschbaltischer Geistlicher
- Luther, Jörn (* 1966), deutscher Germanist, Historiker, Schriftsteller und Dissident
- Luther, Julius Christian (1735–1807), deutscher lutherischer Theologe und Generalsuperintendent
- Luther, Karl Theodor Robert (1822–1900), deutscher Astronom, Entdecker zahlreicher Asteroiden
- Luther, Magdalena (1529–1542), drittes Kind sowie zweite Tochter von Martin Luther und Katharina von Bora
- Luther, Manfred (1925–2004), deutscher Konstruktivist, Künstler und Philosoph
- Luther, Martin (1483–1546), Mönch, Theologe und ReformatorMartin Luther (1483–1546)

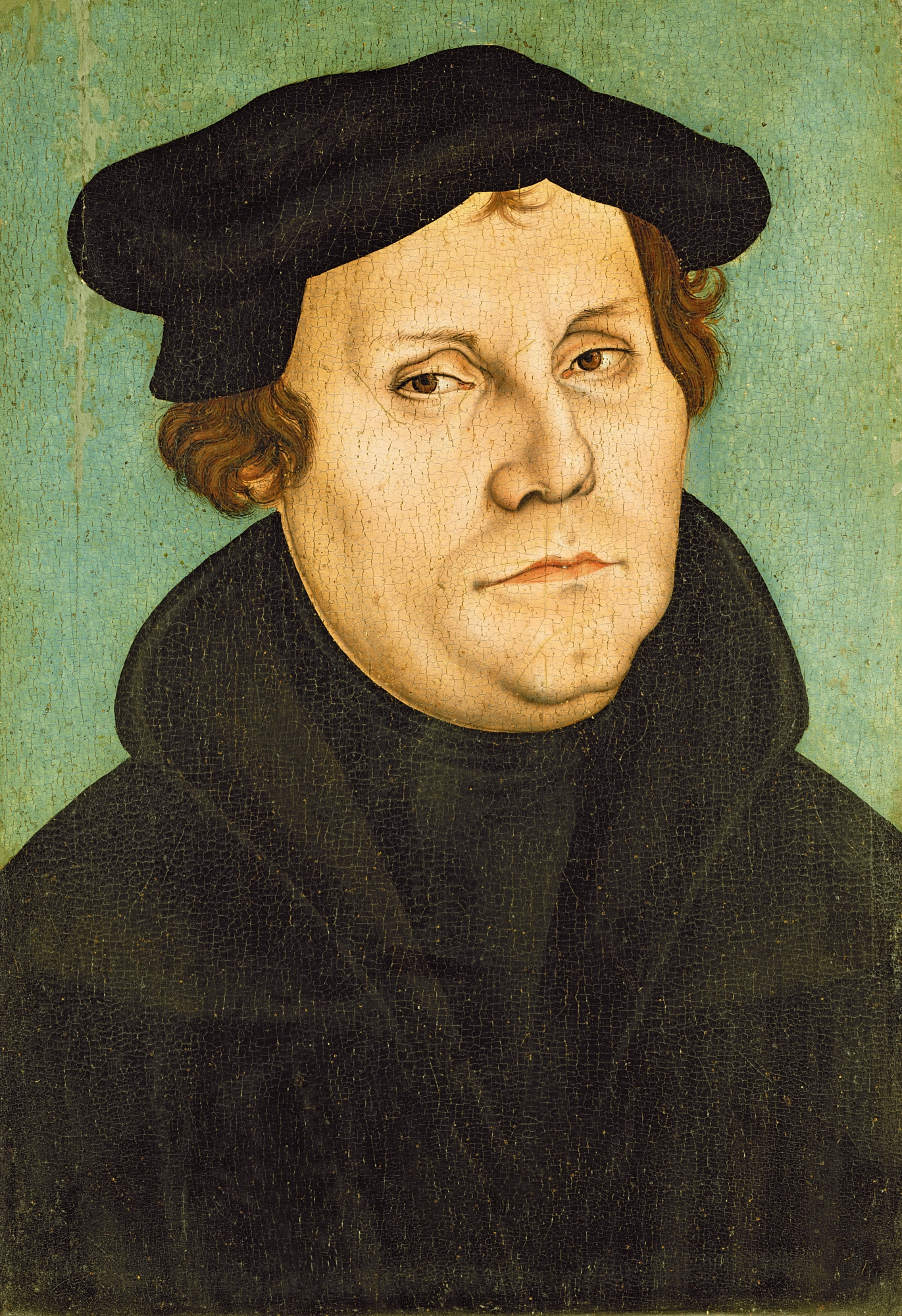
Martin Luther (1483–1546)

- Luther, Martin (1895–1945), deutscher Unterstaatssekretär im Auswärtigen Amt
- Luther, Martin Christian (1883–1963), estländischer Unternehmer
- Luther, Michael (* 1956), deutscher Politiker (CDU), MdV, MdB
- Luther, Nikita (* 1991), indische Pokerspielerin
- Luther, Paul (1533–1593), deutscher Mediziner, Sohn von Martin Luther
- Luther, Paul (1868–1954), deutscher Politiker (DVP), MdR
- Luther, Peter (1939–2024), deutscher Springreiter
- Luther, Peter (* 1942), deutscher Immunologe und Politiker (CDU), MdA
- Luther, Ralf Johannes Ferdinand (1887–1931), deutschbaltischer lutherischer Geistlicher
- Luther, Robert (1868–1945), Chemiker
- Luther, Robert Johann Dietrich (1816–1888), deutschbaltischer lutherischer Geistlicher
- Luther, Siegfried (* 1944), deutscher Manager
- Luther, Stephan (1891–1944), deutscher Unternehmer
- Luther, Susanne (* 1979), deutsche Theologin
- Luther, Tammo (* 1972), deutscher Historiker und Autor
- Luther, Thieß (* 1964), deutscher Springreiter
- Luther, Thomas (* 1969), deutscher Schachspieler
- Luther, Ulla (* 1944), deutsche Architektin und Stadtplanerin
- Luther, Wilhelm (1910–1976), deutscher Klassischer Philologe und Fachdidaktiker
- Luther, Wilhelm Martin (1912–1962), deutscher Bibliothekar, Musikwissenschaftler und Direktor der Niedersächsischen Staats- und Universitätsbibliothek Göttingen
- Luther, Willi (1909–1996), deutscher Fotograf
- Luther, Wolfram (* 1947), deutscher Informatiker und Hochschullehrer
- Lutherer, Carl (1807–1850), deutscher Zeichner und Lithograf
- Luthgardis, Äbtissin im Kloster Liesborn
- Lüthge, Bobby E. (1891–1964), deutscher Drehbuchautor
- Lüthge, Jürgen (1948–2022), deutscher Jurist, Bremer Staatsrat und Geschäftsführer
- Lüthgen, Eugen (1882–1946), deutscher Kunsthistoriker
- Lüthgen, Werner (1933–2017), deutscher Tierarzt und Autor
- Lüthi, Ariane (* 1983), Schweizer Mountainbikerin
- Lüthi, Barbara (* 1973), Schweizer Fernsehjournalistin
- Lüthi, Benjamin (* 1988), Schweizer Fußballspieler
- Lüthi, Bernhard (* 1938), Schweizer Maler und Kurator
- Lüthi, Bruno (1931–2023), Schweizer Physiker
- Lüthi, Bruno (1944–2013), Schweizer Fußballspieler und -trainer
- Lüthi, Carolina (* 1972), Schweizer Ruderin und Radsportlerin
- Lüthi, Christian (* 1962), Schweizer Historiker und Bibliothekar
- Lüthi, Fabian (* 1989), Schweizer Eishockeyspieler
- Lüthi, Friedrich (1850–1913), Schweizer Sportschütze
- Lüthi, Hans (* 1939), schweizerischer Radsportler, nationaler Meister im Radsport
- Lüthi, Hans-Jakob (* 1946), Schweizer Mathematiker
- Lüthi, Johann (1800–1869), Schweizer Volksmusiker, Sänger, Musiklehrer, Komponist, Chorleiter und Leinenweber
- Lüthi, Johann Albert (1858–1903), Schweizer Glasmaler
- Lüthi, Kathrin (* 1969), Schweizer Sprinterin
- Lüthi, Kurt (1923–2010), Schweizer reformierter Theologe
- Lüthi, Loïc (* 2003), schweizerischer Fussballspieler
- Lüthi, Marc (* 1961), Schweizer Manager
- Lüthi, Markus (* 1980), Schweizer Leichtathlet
- Lüthi, Max (1909–1991), Schweizer Literaturwissenschaftler und Märcheninterpret
- Lüthi, Meret, Schweizer klassische Violinistin und Orchesterleiterin
- Lüthi, Regula (* 1958), Schweizer Pflegefachfrau
- Lüthi, Ruth (* 1947), Schweizer Politikerin (SP)
- Lüthi, Severin (* 1976), Schweizer Tennisspieler und TrainerSeverin Lüthi (* 1976)

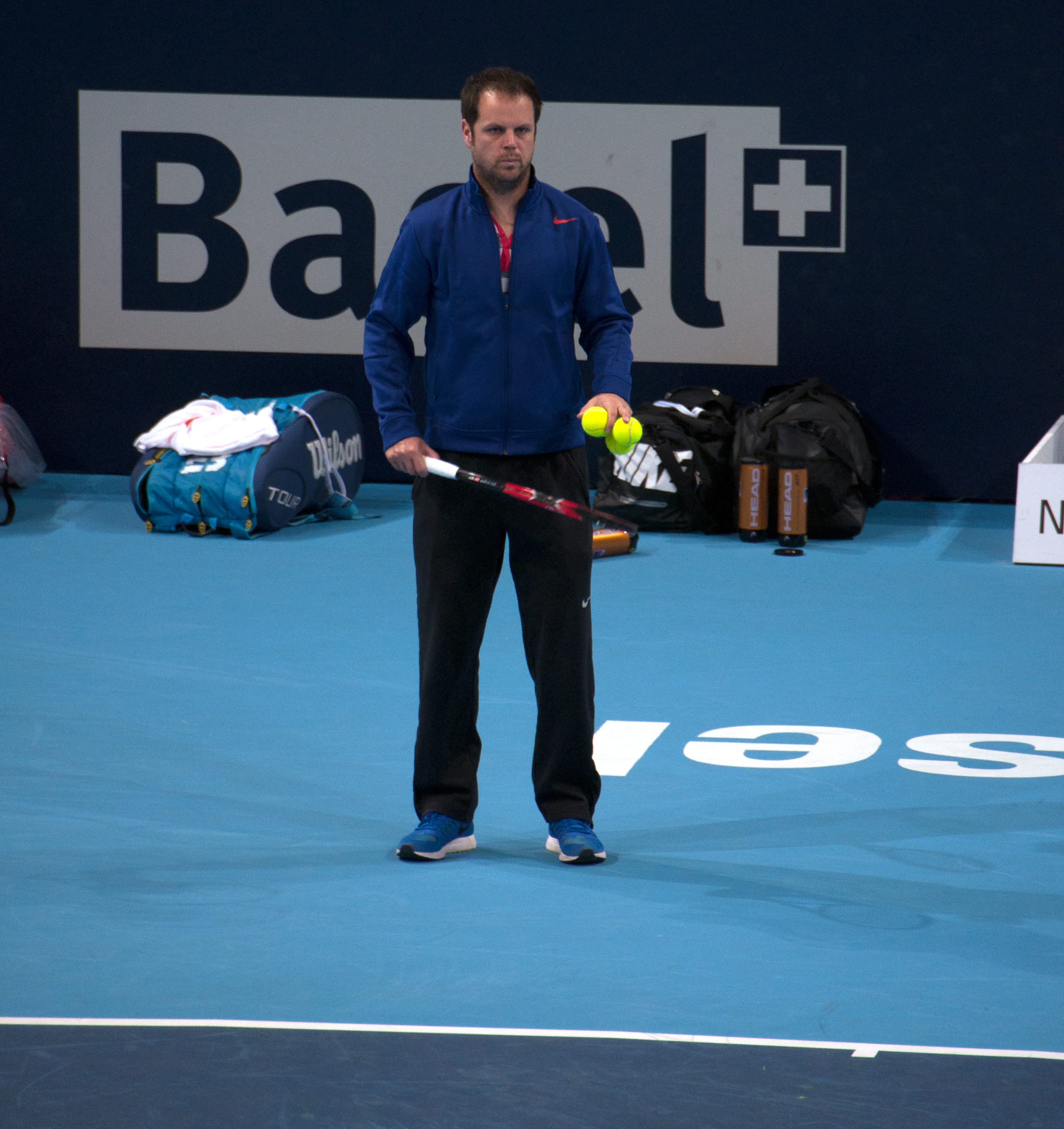
Severin Lüthi (* 1976)

- Lüthi, Simon (* 1986), Schweizer Eishockeyspieler
- Lüthi, Sonja (* 1981), Schweizer Politikerin (GLP)
- Lüthi, Thomas (* 1986), Schweizer MotorradrennfahrerThomas Lüthi (* 1986)

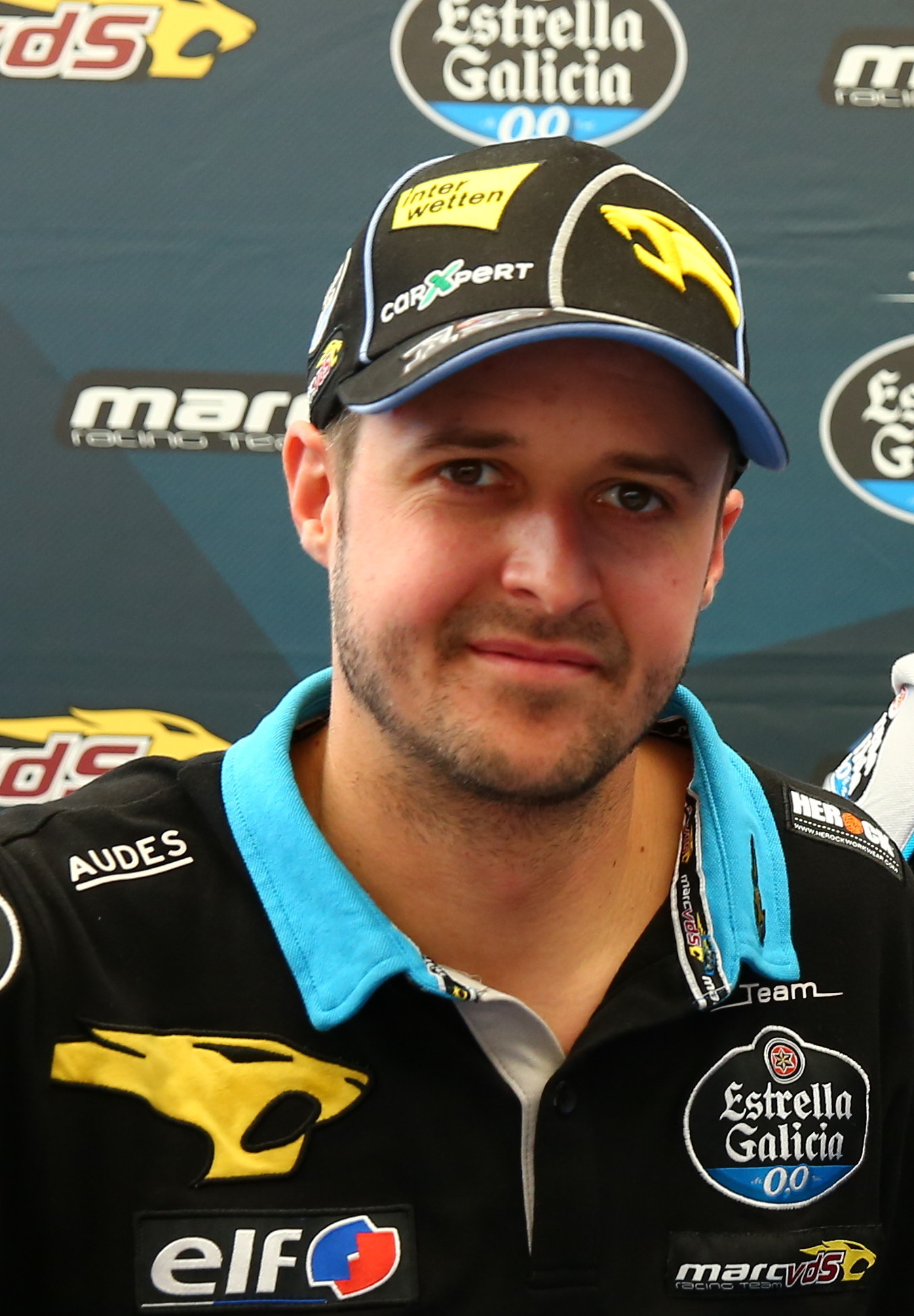
Thomas Lüthi (* 1986)

- Lüthi, Ueli (* 1943), Schweizer Eishockeyspieler
- Lüthi, Urs (* 1947), Schweizer Konzeptkünstler
- Lüthi, Urs Joseph (1765–1837), Schweizer Schriftsteller, Jurist, Staatsmann und Politiker
- Lüthi, Valentin (* 1993), Schweizer Eishockeyspieler
- Lüthi, Walter (1901–1982), Schweizer reformierter Pfarrer
- Lüthi, Werner (1892–1955), Schweizer Jurist und Bundesanwalt
- Lüthi-Ruth, Elsa (1909–2005), Schweizer Krankenschwester
- Luthiger, Johann Kaspar (1710–1797), Zuger Landvogt und Landammann
- Luthin, Horst (* 1935), deutscher Jurist, Vorsitzender Richter am Oberlandesgericht Hamm
- Lüthje, Bernd (* 1939), deutscher Volkswirt
- Lüthje, Boy (* 1959), deutscher Soziologe und Hochschullehrer
- Lüthje, Carl (1883–1969), deutscher Radrennfahrer
- Lüthje, Emmy (1895–1967), deutsche Politikerin (CDU), MdL
- Lüthje, Jürgen (* 1941), deutscher Jurist und Universitätspräsident
- Lüthje, Otto (1902–1977), deutscher Schauspieler, Hörspielsprecher und Mittelschullehrer
- Lüthje, Thore (* 1993), deutscher Schauspieler
- Lüthje, Uwe (1931–2003), deutsch-österreichischer Volkswirt
- Luthman, Joey (* 1997), US-amerikanischer Schauspieler
- Luthman, Jonna (* 1998), schwedische Skirennläuferin
- Luthmer, David Johann Jakob (1771–1839), evangelischer Geistlicher und Astronom
- Luthmer, Else (1880–1961), deutsche Malerin
- Luthmer, Ferdinand (1842–1921), deutscher Architekt, Konservator, Kunsthistoriker und Burgenforscher
- Luthmer, Kurt (1891–1945), deutscher Kunsthistoriker und Museumsdirektor
- Lüthold II. von Rötteln († 1249), Bischof von Basel (1238–1248)
- Lüthold II. von Rötteln († 1316), Dompropst und Elekt des Bistums Basel
- Lüthold von Aarburg († 1213), Bischof von Basel
- Lüthold, Ernst (1904–1966), Schweizer Komponist
- Lüthold-Minder, Ida (1902–1986), schweizerische katholische Schriftstellerin
- Luthringshauser, Heinz (1931–1997), deutscher Motorradrennfahrer
- Luthuli, Albert John († 1967), südafrikanischer Politiker und ReligionsführerAlbert John Luthuli († 1967)

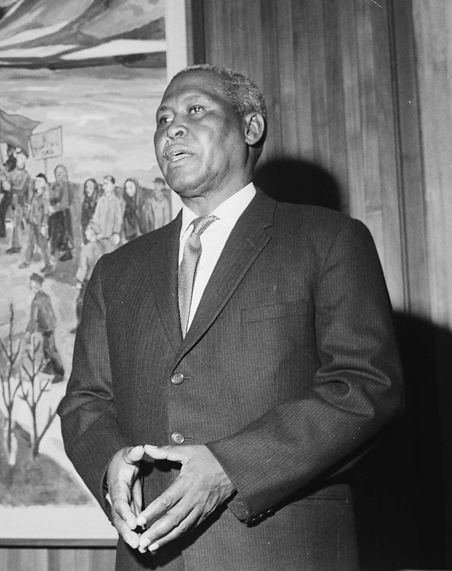
Albert John Luthuli († 1967)

- Lüthy, Anja (* 1962), deutsche Wirtschaftswissenschaftlerin, Hochschullehrerin, Trainerin und Coach
- Lüthy, Christoph (* 1964), Schweizer Philosophie- und Wissenschaftshistoriker
- Lüthy, Eugen (1927–1990), Schweizer Berufsoffizier (Korpskommandant)
- Lüthy, Fritz (1895–1988), Schweizer Neurologe
- Lüthy, Hans A. (1932–2009), Schweizer Kunsthistoriker
- Lüthy, Herbert (1914–1996), Schweizer Medizinphysiker
- Lüthy, Herbert (1918–2002), Schweizer Historiker
- Lüthy, Jacques (* 1959), Schweizer Skirennfahrer
- Lüthy, Jakob (1841–1914), Schweizer Unternehmer und Politiker
- Lüthy, Mäusi (1911–2002), Schweizer Alpinistin, Erstbegeherin und Skirennfahrerin
- Lüthy, Oscar (1882–1945), Schweizer Multimedia-Künstler
- Lüthy, Ruedi (* 1941), Schweizer Mediziner und Aids-Pionier
- Lüthy-Häberli, Lina (1877–1954), Schweizer Philosophin und erste Polizeiassistentin
- Lüthy-Zobrist, Martha (1876–1943), Schweizer Funktionärin

### Luti
- Luti, Benedetto (1666–1724), italienischer Maler
- Luti, Luis Santiago (1897–1977), argentinischer Diplomat
- Luti, Margherita, italienisches Modell des Malers Raffael und vermutlich dessen Geliebte
- Lutikow, Anatoli Stepanowitsch (1933–1989), sowjetischer Schachspieler und -trainer
- Lutin, Kraans de (* 1975), deutscher Musikproduzent
- Lutipri, urartäischer König

### Lutj
- Lütje, Hanna (* 1978), deutsche Schauspielerin
- Lütje, Michael (* 1966), deutscher Filmregisseur, Filmproduzent und Drehbuchautor
- Lütje-Klose, Birgit (* 1962), deutsche Erziehungswissenschaftlerin und Hochschullehrerin
- Lütjen, Bernd (* 1963), deutscher Politiker (SPD) und Landrat des Landkreises Osterholz
- Lütjen, Hede (1938–1983), deutsche Politikerin (SPD), MdBB
- Lütjen, Torben (* 1974), deutscher Politikwissenschaftler
- Lütjen-Drecoll, Elke (* 1944), deutsche Anatomin
- Lütjens, Günther (1889–1941), deutscher Marineoffizier, zuletzt Admiral im Zweiten WeltkriegGünther Lütjens (1889–1941)

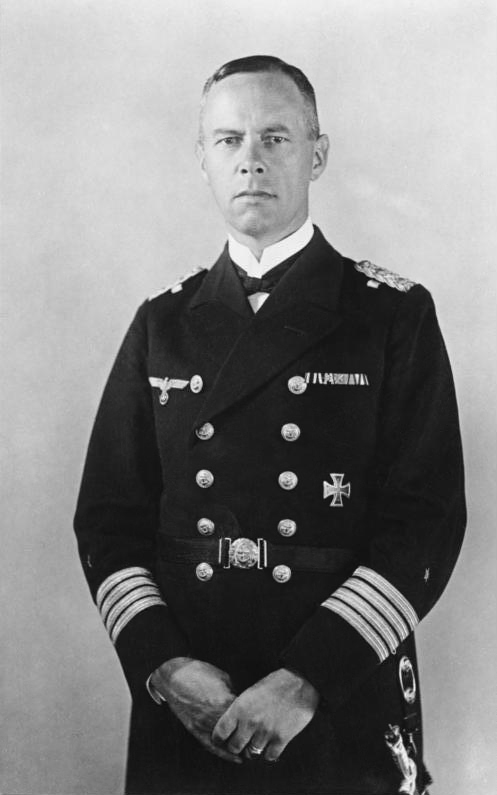
Günther Lütjens (1889–1941)

- Lütjens, Gustl (1952–2017), deutscher Gitarrist und Filmkomponist
- Lutjens, Guus (1884–1974), niederländischer Fußballspieler
- Lütjens, Helmuth (1893–1987), deutscher Kunsthistoriker und KunsthändlerHelmuth Lütjens (1893–1987)

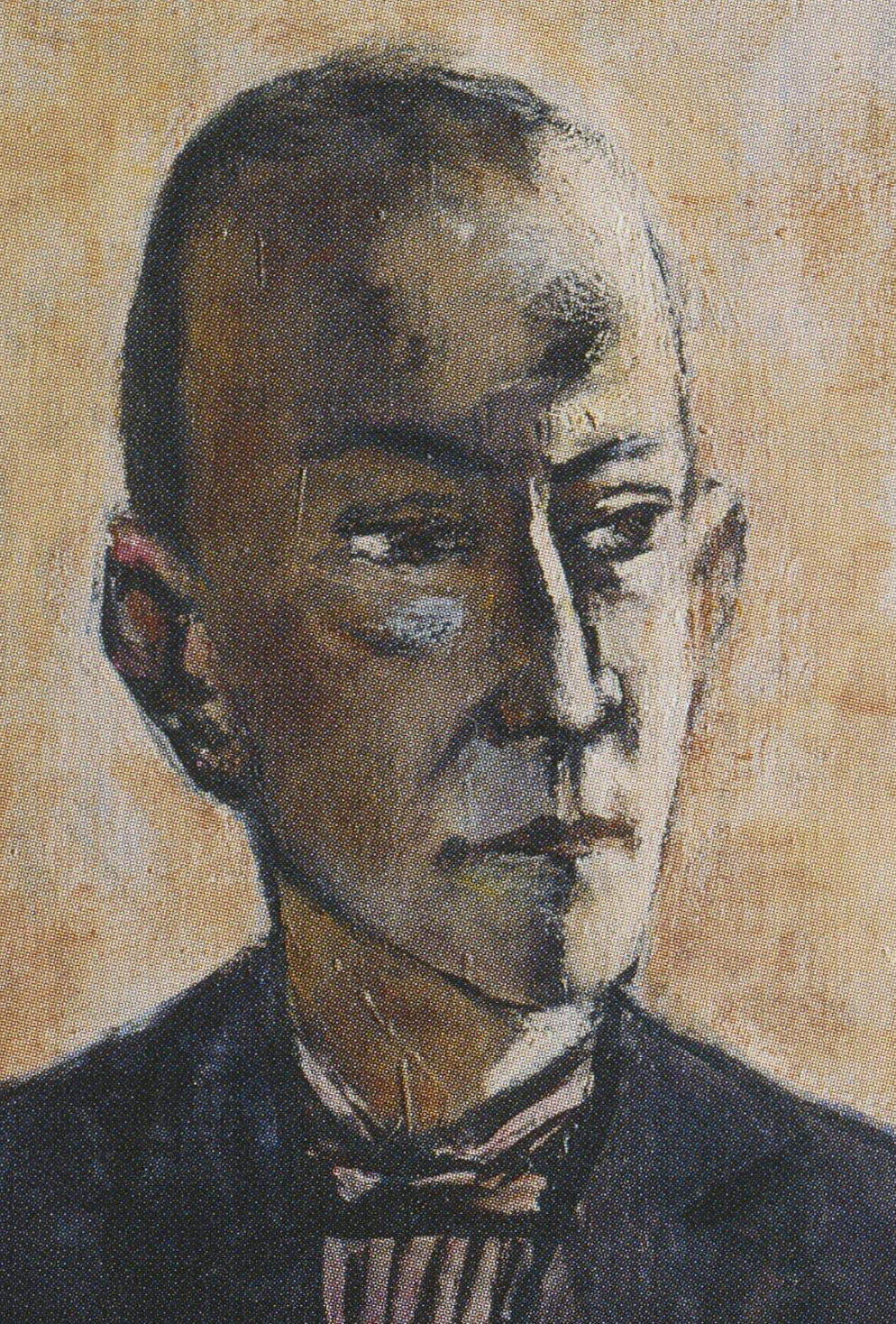
Helmuth Lütjens (1893–1987)

- Lütjens, Jörn (* 1945), deutscher Ingenieur und Erziehungswissenschaftler (Berufspädagoge)
- Lütjohann, Christian (1846–1884), deutscher Klassischer Philologe
- Lütjohann, Kurt (1918–2021), deutscher Lehrer und niederdeutscher Autor
- Lütjohann, Reinhold (1881–1958), deutscher Schauspieler und Hörspielsprecher

### Lutk
- Lutkat, Robert (1846–1924), deutscher Schauspieler und Komiker
- Lütke Daldrup, Engelbert (* 1956), deutscher Stadtplaner
- Lütke, Albert (1887–1939), deutscher Jurist und Geschäftsführer der Handelskammer Saarbrücken
- Lütke, Andrea (* 1965), deutsche Journalistin und Moderatorin
- Lütke, Friedrich Benjamin von (1797–1882), russischer Marineoffizier, Weltumsegler und Entdeckungsreisender
- Lütke, Kristine (* 1982), deutsche Politikerin (FDP), MdB
- Lütke, Ludwig Eduard (1801–1850), deutscher Maler und Lithograph
- Lütke, Manuela (* 1967), deutsche Fußballtorhüterin
- Lütke, Peter Ludwig (1759–1831), deutscher Landschaftsmaler und Radierer
- Lütke, Tobias (* 1981), deutsch-kanadischer Programmierer und Manager
- Lütke-Frie, Dennis (* 2003), deutscher Fußballspieler
- Lütke-Westhues, Alfons (1930–2004), deutscher Springreiter
- Lütke-Westhues, August (1926–2000), deutscher Vielseitigkeitsreiter
- Lütkebohmert, Herbert (1948–1993), deutscher Fußballspieler
- Lütkebohmert, Hugo (* 1949), deutscher Fußballspieler
- Lütkebohmert, Werner (* 1948), deutscher Mathematiker
- Lütkefels, Andreas (1964–2022), deutscher Ruderer
- Lütkehaus, Ludger (1943–2019), deutscher Philosoph und Literaturwissenschaftler
- Lütkemann, Gabriel Timotheus (1723–1795), königlich schwedischer Oberhofprediger und Bischof von Visby
- Lütkemann, Joachim (1608–1655), deutscher lutherischer Theologe und Erbauungsschriftsteller
- Lütkemann, Paul, deutscher Komponist
- Lütkemann, Timotheus (1671–1738), lutherischer Theologe und vorpommerscher Generalsuperintendent
- Lütkemeyer, Albert (1911–1947), deutscher Schutzhaftlagerführer im KZ Neuengamme
- Lütkemeyer, Fritz (1842–1912), deutscher Bühnenbildner
- Lütkemüller, Friedrich Hermann (1815–1897), deutscher Orgelbauer
- Lütken, Christian Frederik (1827–1901), dänischer Zoologe und Paläontologe
- Lütken, Detlev († 1678), königlich dänischer Oberst und Chef des Oldenburger National Infanterie-Regiments
- Lütken, Otto Hans (1813–1883), dänischer Seeoffizier und Marineminister
- Lütkenhaus, Almuth (1930–1996), bildende Künstlerin
- Lutkenhaus, Joe (* 1947), US-amerikanischer Mikrobiologe, Molekularbiologe und Immunologe
- Lütkenherm, Jens (* 1961), deutscher Diplomat
- Lütkenhorst, Lambert (* 1948), deutscher Politiker (CDU), Bürgermeister von Dorsten
- Lütkens, Carl-Otto (1903–1967), deutscher Politiker (CDU), MdBB
- Lütkens, Charlotte (1896–1967), deutsche Soziologin
- Lütkens, Doris (1793–1858), deutsche Malerin, Schulvorsteherin und Kindergartenpädagogin
- Lütkens, Franz Julius (1650–1712), deutscher evangelischer Theologe
- Lütkens, Gerhard (1893–1955), deutscher Politiker (SPD), MdB
- Lütkens, Joachim Matthias (1713–1780), Bürgermeister von Lübeck
- Lütkens, Johann (1597–1652), deutscher Kaufmann und Hamburger Oberalter
- Lütkens, Johann Heinrich (1746–1814), deutscher evangelisch-lutherischer Geistlicher und Dichter
- Lütkens, Peter der Ältere (1603–1670), deutscher Jurist, Ratsherr und Bürgermeister von Hamburg
- Lütkens, Peter der Jüngere (1636–1717), Hamburger Jurist, Diplomat, Ratsherr und Bürgermeister
- Lütkepohl, Helmut (* 1951), deutscher Ökonom
- Lütkes, Annemarie (* 1948), deutsche Politikerin (Bündnis 90/Die Grünen), MdL, Regierungspräsidentin (Düsseldorf)
- Lutkeveld, Nico (1916–1997), niederländischer Speerwerfer
- Lütkoff, Alfons (1905–1987), deutscher Maler
- Lutkowskaja, Aljona Wladislawowna (* 1996), russische Stabhochspringerin

### Lutn
- Lutnick, Howard (* 1961), US-amerikanischer GeschäftsmannHoward Lutnick (* 1961)

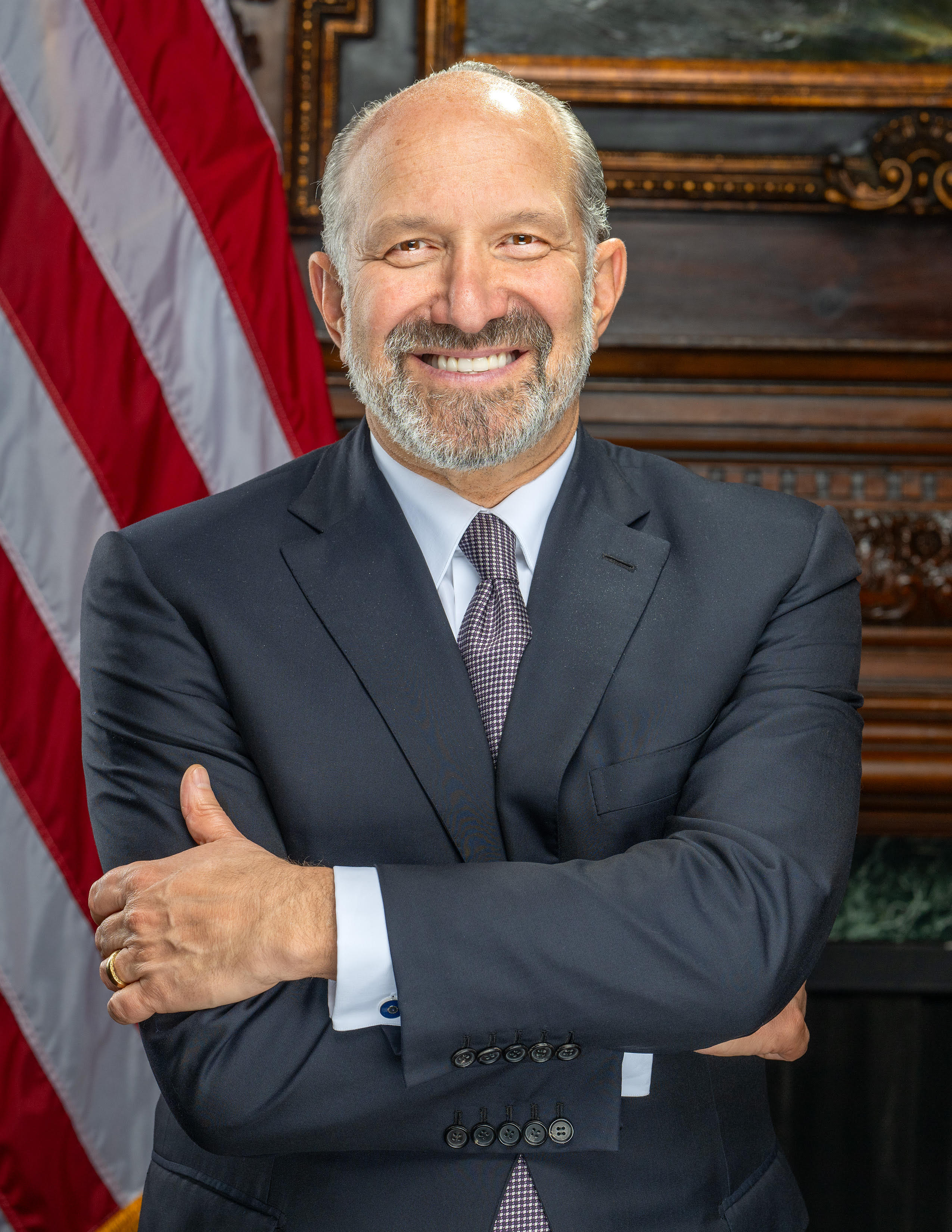
Howard Lutnick (* 1961)

- Lutnick, Solomon (1928–1979), US-amerikanischer Historiker

### Luto
- Lutold, Gegenabt des Klosters St. Gallen
- Lutold von Kremsier, Bischofselekt von Breslau
- Lutold von Znaim († 1112), mährischer Herzog zu Znaim (1092–1097)
- Lütolf, Alois (1824–1879), Schweizer Kirchenhistoriker und Sagensammler
- Lütolf, Max (1934–2015), Schweizer Musikwissenschaftler
- Lütolf, Remo (* 1980), Schweizer Schwimmer
- Lütolf, Samuel (* 1997), Schweizer Politiker (SVP) und Unternehmer
- Luton, Jean-Marie (1942–2020), französischer Ingenieur, Wissenschaftler und Raumfahrtfunktionär
- Lutosławski, Wincenty (1863–1954), polnischer Philosoph
- Lutosławski, Witold (1913–1994), polnischer Komponist und DirigentWitold Lutosławski (1913–1994)

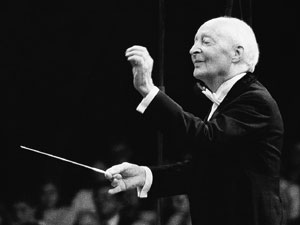
Witold Lutosławski (1913–1994)

- Lutovac, Aleksandar (* 1997), serbischer Fußballspieler

### Luts
- Luts, Karin (1904–1993), estnisch-schwedische Malerin und Grafikerin
- Luts, Karl (* 1883), estnischer Chemiker und Bildungspolitiker
- Luts, Oskar (1887–1953), estnischer Schriftsteller
- Luts, Siim (* 1989), estnischer Fußballspieler
- Luts, Theodor (1896–1980), estnischer Filmregisseur und Produzent
- Lutsch, Hans (1854–1922), deutscher Baubeamter und Denkmalpfleger
- Lutsch, Johannes (1607–1661), siebenbürgischer Politiker
- Lutsch, Wilhelm (1879–1942), deutscher Jurist und Abgeordneter
- Lutschanski, Grigori Emmanuilowitsch (* 1945), russischer Großunternehmer
- Lütsches, Peter (1898–1959), deutscher Politiker (Zentrum/CDU), MdL, Journalist und Verbandsfunktionär
- Lütschg, Gustav (1870–1947), Schweizer Geigenbauer
- Lutschizkaja, Swetlana Igorewna (* 1960), sowjetisch-russische Historikerin
- Lutschizki, Igor Wladimirowitsch (1912–1983), sowjetischer Geologe und Hochschullehrer
- Lutschok, Mykola Petro (* 1974), ukrainischer Ordensgeistlicher und römisch-katholischer Bischof von Mukatschewe
- Lutschounig von Felsenhof, Josef (1863–1923), Offizier der österreichisch-ungarischen Armee
- Lutschounig, Jakob (1848–1934), österreichischer Politiker (DnP), Abgeordneter zum Nationalrat
- Lutschounig, Robert (* 1953), österreichischer Politiker (ÖVP), Abgeordneter zum Kärntner Landtag, Landesrat
- Lutschschawa, Alina (* 2001), belarussische Sprinterin
- Lutschuk, Iwan (* 1965), ukrainischer Dichter, Übersetzer und Literaturkritiker
- Lutschyzkyj, Iwan (1845–1918), ukrainischer und russischer Historiker
- Lutsyshyn, Oksana (* 1964), ukrainisch-amerikanische Pianistin, Komponistin und Professorin

### Lutt
- Lütt, Friedrich-Wilhelm (1902–1973), deutscher Politiker (NSDAP), MdR, MdL
- Lütt, Jörg-Uwe (* 1964), deutscher Handballspieler
- Lütt, Jürgen (1940–2012), deutscher Historiker
- Luttár, Mikloš (1851–1936), slowenischer Pädagoge, Dichter und Schriftsteller
- Lüttecke, Allan (* 1993), chilenischer Fußballspieler
- Lüttecke, Nicole (* 1974), deutsche Automobilrennfahrerin
- Lütteken, Laurenz (* 1964), deutscher Musikwissenschaftler
- Lüttel, Ansgar (* 1949), deutscher römisch-katholischer Geistlicher und Domdechant
- Lutteman, Markus (* 1973), schwedischer Schriftsteller und Journalist
- Lütten, Helga (* 1961), deutsche Tennisspielerin
- Lüttenberg, Matthias (* 1973), deutscher Diplomat
- Luttenberger, Albrecht P. (* 1946), deutscher Historiker
- Luttenberger, Franz (1883–1937), österreichischer Politiker (CSP), Abgeordneter zum Nationalrat
- Luttenberger, Hubert (1926–2021), deutscher Motorradrennfahrer
- Luttenberger, Michelle (* 1990), österreichische Popsängerin
- Luttenberger, Peter (* 1972), österreichischer Radrennfahrer
- Lutter, Adalbert (1896–1970), deutscher Pianist, Dirigent und Orchesterleister
- Lutter, Andreas (* 1973), deutscher Politikdidaktiker
- Lutter, Andy (* 1959), deutscher Musiker und Komponist
- Lutter, Axel (* 1952), deutscher Schauspieler und Synchronsprecher
- Lutter, Balthasar (1698–1757), Violinist und Königlich Großbritannischer und Kurfürstlich Hannoverscher Hofkapellmeister
- Lutter, Christina (* 1970), österreichische Historikerin
- Lütter, Dirk (* 1973), deutscher Kameramann und Regisseur
- Lutter, Erich (* 1884), deutscher SS-Führer
- Lutter, Hans (1928–2009), deutscher marxistischer Philosoph in der DDR
- Lutter, Heinrich (1858–1937), deutscher Pianist und Klavierpädagoge
- Lutter, Hermann (1847–1901), deutscher Paukist, Militär- und Königlicher Kammermusiker
- Lutter, Marcus (1930–2021), deutscher Jurist und Rechtswissenschaftler
- Lutter, Mark (* 1976), deutscher Sozialwissenschaftler
- Lutter, Martin (1874–1978), deutscher Offizier und Gutsbesitzer
- Lutter, Paul (* 1873), deutscher Architekt
- Lutter, Rebecca (1930–2014), deutsche Autorin
- Lutter, Vera (* 1960), deutsche Künstlerin
- Lutter, Wilhelm (* 1911), deutscher Architekt und kommunaler Baubeamter, Stadtbaudirektor in Ingolstadt
- Lutterbach, Hubertus (* 1961), deutscher römisch-katholischer Theologe
- Lutterbeck, Anton (1812–1882), deutscher katholischer Theologe und klassischer Philologe
- Lutterbeck, Bernd (1944–2017), deutscher Datenschützer und Rechtsinformatiker
- Lutterbeck, Ernst (1922–2000), deutscher Dokumentar
- Lutterbeck, Klaus-Gert (* 1966), deutscher Historiker und Politikwissenschaftler
- Lutterell, John, Kanzler der Universität Oxford
- Lütterfelds, Wilhelm (1943–2018), deutscher Philosoph
- Lutterloh, Johann Heinrich (1723–1784), deutscher Kommissionsrat, Hofrat und Leihhausdirektor
- Luttermann, Werner (1947–2024), deutscher Geistlicher, Generalvikar des Katholischen Bistums der Alt-Katholiken in Deutschland
- Luttermann, Wilhelm (* 1936), deutscher Esperantist
- Luttermersk, Bernhard (1828–1871), JournalistBernhard Luttermersk (1828–1871)

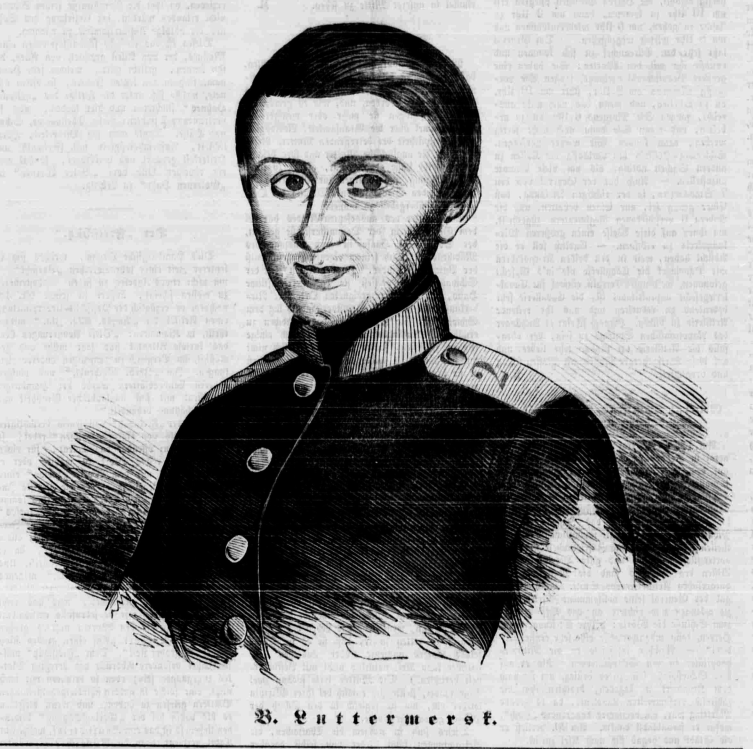
Bernhard Luttermersk (1828–1871)

- Lutterodt, Johann Andreas (1699–1771), deutscher evangelischer Theologe und Pädagoge
- Lutterodt, Paa Nii († 2006), ghanaischer Fußballspieler
- Lutteroth, Arthur (1846–1912), deutscher Bankier, Versicherungskaufmann und Politiker, MdHB
- Lutteroth, Ascan (1842–1923), deutscher Landschaftsmaler und Professor
- Lutteroth, Ascan (1874–1960), deutscher Landgerichtsdirektor
- Lutteroth, Ascan Wilhelm (1783–1867), Hamburger Senator und Kaufmann
- Lutteroth, Christian (1822–1896), deutscher Jurist, Gutsbesitzer und Politiker
- Lutteroth, Emma (1854–1894), deutsche Malerin
- Lutteroth, Henri (1802–1889), deutsch-französischer evangelischer Publizist
- Lutteroth, Wilhelm (1753–1821), deutscher Kaufmann und Politiker
- Lutterotti, Karl von (1793–1872), österreichischer Mundartdichter, Dialektforscher, Volkskundler
- Lutterotti, Markus (* 1941), österreichischer Diplomat
- Lutterotti, Markus von (1913–2010), deutscher Mediziner
- Lutterotti, Nikolaus (* 1972), österreichischer Diplomat
- Lutterotti, Nikolaus von (1892–1955), Benediktiner, Prior und Archivar des Benediktinerklosters Grüssau in Schlesien
- Lutterotti, Otto (1909–1991), österreichischer Kunsthistoriker
- Lüttge, Friedrich (1900–1978), deutscher Politiker (FDP)
- Lüttge, Günter (1938–2000), deutscher Politiker (SPD), MdL, MdEP
- Lüttge, Gustav (1890–1964), deutscher Ingenieur, Volkswirt und Marineoffizier, zuletzt Vizeadmiral (Ing.) der Kriegsmarine
- Lüttge, Gustav (1909–1968), deutscher Garten- und Landschaftsgestalter
- Lüttge, Johanna (1936–2022), deutsche Leichtathletin und Olympiamedaillengewinnerin
- Lüttge, Marion (* 1941), deutsche Leichtathletin
- Lüttge, Martin (1943–2017), deutscher Schauspieler und Regisseur
- Lüttge, Rudi (1922–2016), deutscher Geher und Olympiateilnehmer
- Lüttge, Ulrich (* 1936), deutscher Biologe
- Lüttge, Werner (1895–1979), deutscher Gynäkologe und Geburtshelfer
- Lüttgen, Claus-Peter (* 1927), deutscher Schauspieler bei Bühne und Film
- Lüttgen, Hans Heinz († 1976), deutscher Architekt, Innenarchitekt und Künstler
- Lüttgenau, Albert (1880–1949), deutscher Architekt und Baubeamter
- Lüttgenau, Rikola-Gunnar (* 1966), deutscher Historiker
- Lüttgens, Rolf (1934–1980), deutscher Pianist des Modern Jazz
- Lüttger, Harry (1919–2005), deutscher Maler und Grafiker
- Lüttger, Markus (* 1966), deutscher Politiker (CDU)
- Lüttgerding, Bernd (* 1973), deutscher Schriftsteller und Lyriker
- Lüttges, Christian (* 1983), deutscher Eishockeytorwart
- Lüttges, Wolfgang (* 1950), deutscher Fußballspieler
- Lüttich, August (1873–1954), deutscher Politiker (SPD)
- Lüttich, Bernhard (1909–1973), deutscher Politiker (NSDAP)
- Lüttich, Christian (1934–2011), deutscher Maler, Grafiker und Gebrauchsgrafiker
- Lüttich, Friedrich (1849–1912), deutscher Landwirt und Politiker (FVg), MdR
- Lüttich, Hans-Joachim (* 1884), deutscher Sportschütze
- Lüttich, Johann Christian (1688–1769), deutscher Baumeister
- Luttich, Mila von (1872–1929), österreichische Illustratorin, Malerin und Zeichnerin
- Lüttich, Thomas (* 1989), deutscher Poolbillardspieler
- Lüttichau, Frederik von (* 1988), deutscher Schauspieler
- Lüttichau, Hannibal von (1915–2002), deutscher Offizier im Zweiten Weltkrieg
- Lüttichau, Helmfried von (* 1956), deutscher SchauspielerHelmfried von Lüttichau (* 1956)

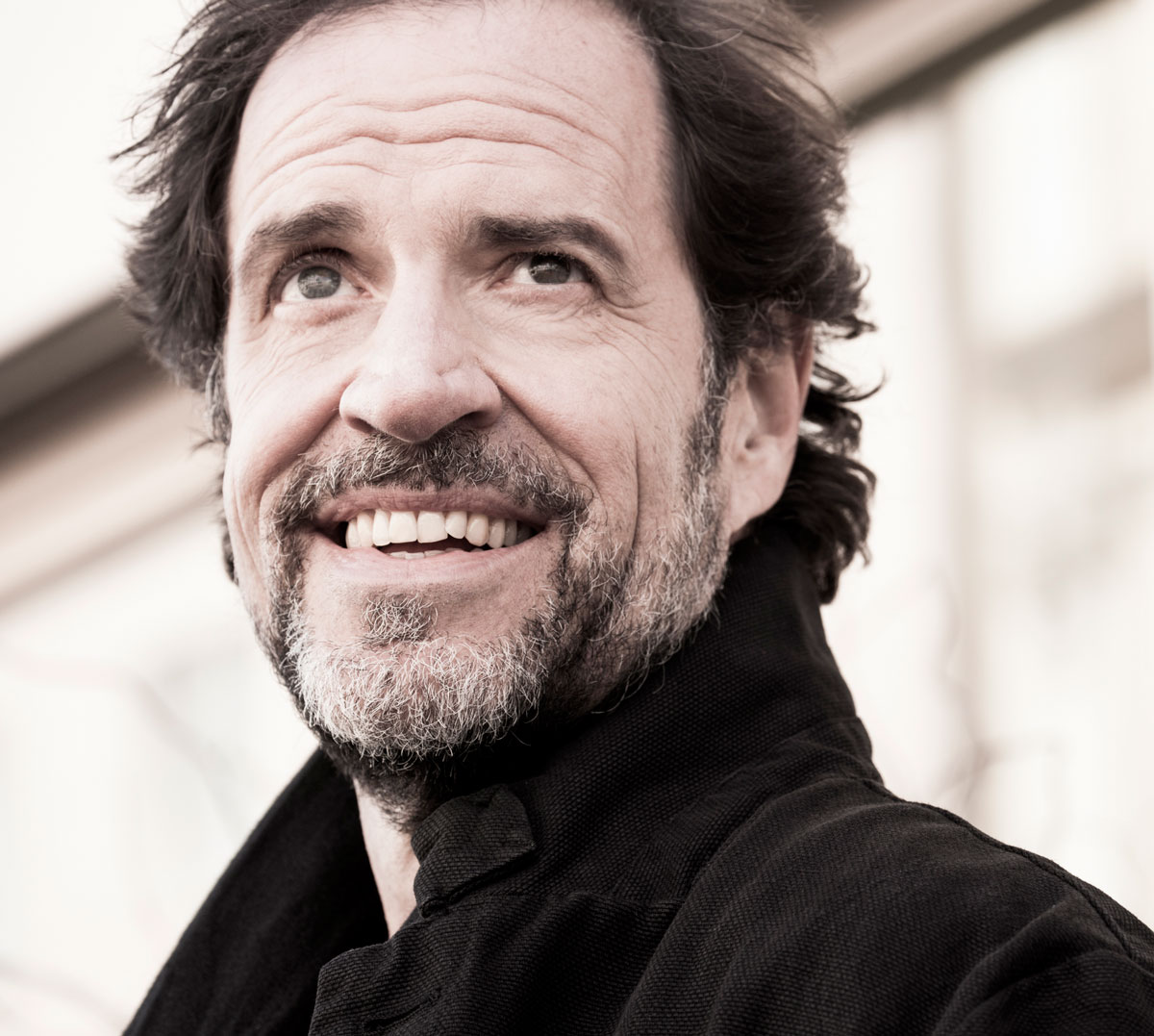
Helmfried von Lüttichau (* 1956)

- Lüttichau, Ida von (1798–1856), deutsche Mäzenin und Künstlerin
- Lüttichau, Karl von (1834–1889), sächsischer Kammerherr, Oberhofmeister, Geheimer Rar, Ehrenitter und Rittergutsbesitzer
- Lüttichau, Leo Reichsgraf von (1882–1965), deutscher Reichsgraf und Gutsbesitzer
- Lüttichau, Mario-Andreas von (* 1952), deutscher Kunsthistoriker und Ausstellungskurator
- Lüttichau, Mathias von (1795–1870), dänischer Generalleutnant und Kriegsminister
- Lüttichau, Rudolph August von (1678–1746), königlich-polnischer und kurfürstlich-sächsischer Kammer- und Bergrat sowie Amtmann und Rittergutsbesitzer
- Lüttichau, Siegfried von (1877–1965), lutherischer Pfarrer und Verbandsvorsitzender
- Lüttichau, Theodor von (1795–1867), preußischer Generalleutnant
- Lüttichau, Wolf Adolf August von (1786–1863), deutscher Generalintendant des Sächsischen Hoftheaters Dresden
- Lüttichau, Wolf Siegfried von (1610–1671), kurfürstlich-sächsischer Geheimer Rat und Kammerherr
- Lüttichau, Wolfgang Graf von (* 1952), deutscher Schriftsteller und Sozialpädagoge
- Lüttig, Frank (* 1960), deutscher Jurist
- Lüttig, Gerd (1926–2010), deutscher Geologe
- Luttig, Hendrik Gerhardus (* 1907), südafrikanischer Botschafter
- Luttig, J. Michael (* 1954), US-amerikanischer Jurist, Bundesrichter und Manager
- Lüttig, Lutz (* 1950), deutscher Sportjournalist und Fußballschiedsrichter
- Luttinen, Arttu (* 1983), finnischer Eishockeyspieler und -trainer
- Luttinen, Matti (1936–2009), finnischer Politiker (Sozialdemokratische Partei), Mitglied des Reichstags
- Luttinger, Joaquin Mazdak (1923–1997), US-amerikanischer Physiker
- Lüttinger, Rudolf (* 1906), deutscher Turner
- Luttitz, Horst Freiherr von Luttitz (* 1917), deutscher Marineoffizier in der Kriegsmarine, Torpedobootkommandant und Romanautor
- Luttitz, Horst von (1859–1917), sächsischer Generalmajor
- Lüttjohann, Hans-Jürgen (* 1950), deutscher Fußballspieler
- Lüttke, Wolfgang (1919–2018), deutscher Chemiker und Hochschullehrer
- Lüttkenhaus, Oliver (* 1971), deutscher Fußballspieler
- Lüttmann, August (1829–1882), deutscher Landschaftsmaler und Lithograf der Düsseldorfer Schule
- Lüttmann, Björn (* 1975), deutscher Politiker (SPD), MdL
- Lüttmann, Julian (* 1982), deutscher Fußballspieler
- Lüttmann, Peter (* 1969), deutscher Politiker (parteilos)
- Luttmer, Heinrich (1899–1944), deutscher römisch-katholischer Geistlicher, Steyler Missionar und Märtyrer
- Luttmer-Bensmann, Andreas (* 1963), deutscher Sozialverbandsfunktionär, Bundesvorsitzender des Sozialverbandes Katholische Arbeitnehmer-Bewegung (KAB)
- Lutton, Michael, US-amerikanischer Offizier, Generalleutnant der US Air Force
- Luttrell, John K. (1831–1893), US-amerikanischer Politiker

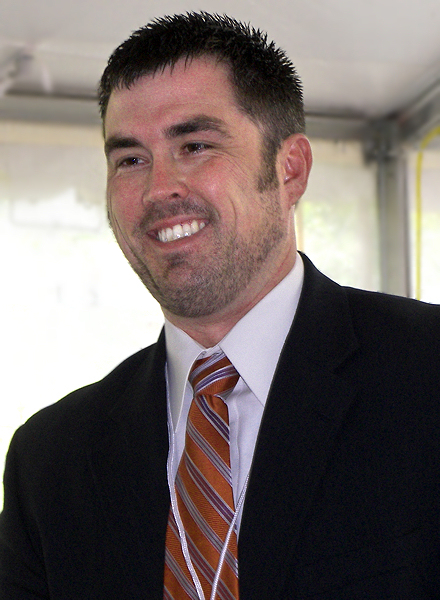
Marcus Luttrell (* 1975)

- Luttrell, Marcus (* 1975), US-amerikanischer US Navy SEALMarcus Luttrell (* 1975)
- Luttrell, Morgan (* 1975), US-amerikanischer Politiker der Republikanischen Partei
- Luttrell, Rachel (* 1971), kanadische SchauspielerinRachel Luttrell (* 1971)

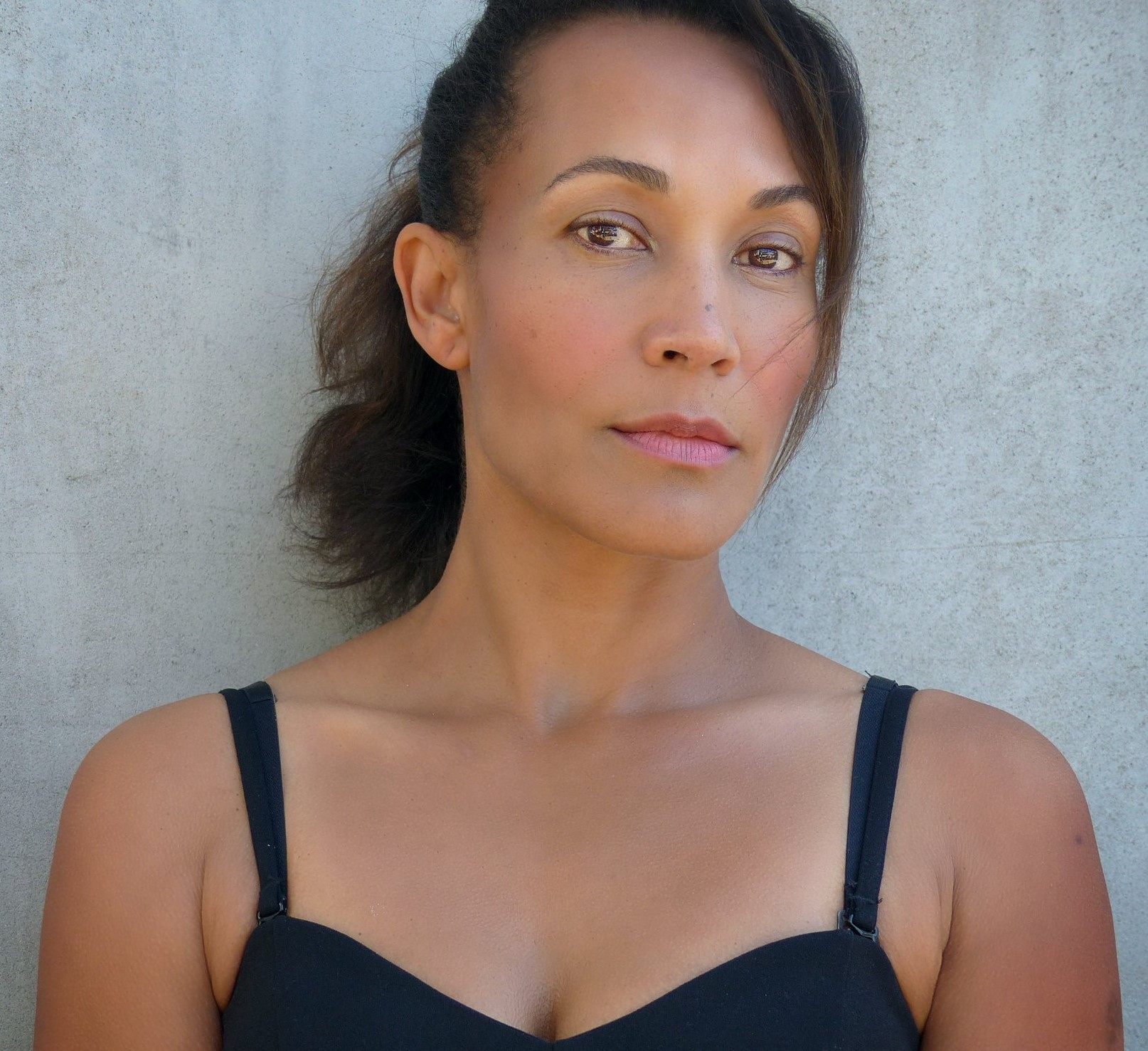
Rachel Luttrell (* 1971)

- Lüttringhaus, Arthur (1906–1992), deutscher Chemiker
- Lüttringhaus, Arthur senior (1873–1945), deutscher Chemiker
- Lüttringhaus, Jan D. (* 1980), deutscher Rechtswissenschaftler
- Lüttringhausen, Abraham (1684–1756), Bürgermeister in Elberfeld
- Lüttringhausen, Jakob (1745–1816), Bürgermeister von Elberfeld
- Lüttringhausen, Johann Abraham († 1788), deutscher Politiker und Bürgermeister von Elberfeld
- Luttrop, Günter (1933–2015), deutscher Fußballtrainer
- Luttrop, Otto (1939–2017), deutscher Fußballspieler und -trainer
- Luttropp, Pär (* 1969), schwedischer Schauspieler
- Luttschenko, Wladimir Jakowlewitsch (* 1949), russischer Eishockeyspieler
- Luttwak, Edward (* 1942), rumänisch-US-amerikanischer Militärstratege, Politikwissenschaftler und Historiker
- Lüttwitz, Arthur von (1865–1928), preußischer Generalleutnant und Diplomat
- Lüttwitz, Christoph Sigismund von († 1748), preußischer Landrat
- Lüttwitz, Georg Wilhelm von (1648–1693), kurbrandenburgischer Generalmajor und Amtshauptmann
- Lüttwitz, Heinrich von (1896–1969), deutscher General der Panzertruppe im Zweiten Weltkrieg
- Lüttwitz, Hinko von (1855–1928), preußischer General der Infanterie
- Lüttwitz, Kaspar Sigismund von (1732–1796), preußischer Generalmajor, Chef des Infanterieregiments Nr. 42
- Lüttwitz, Lidy von (1902–1996), deutsche Bildhauerin
- Lüttwitz, Smilo von (1895–1975), deutscher Offizier und General der deutschen Wehrmacht und Bundeswehr
- Lüttwitz, Walther von (1859–1942), deutscher General der Infanterie, am Kapp-Putsch beteiligtWalther von Lüttwitz (1859–1942)

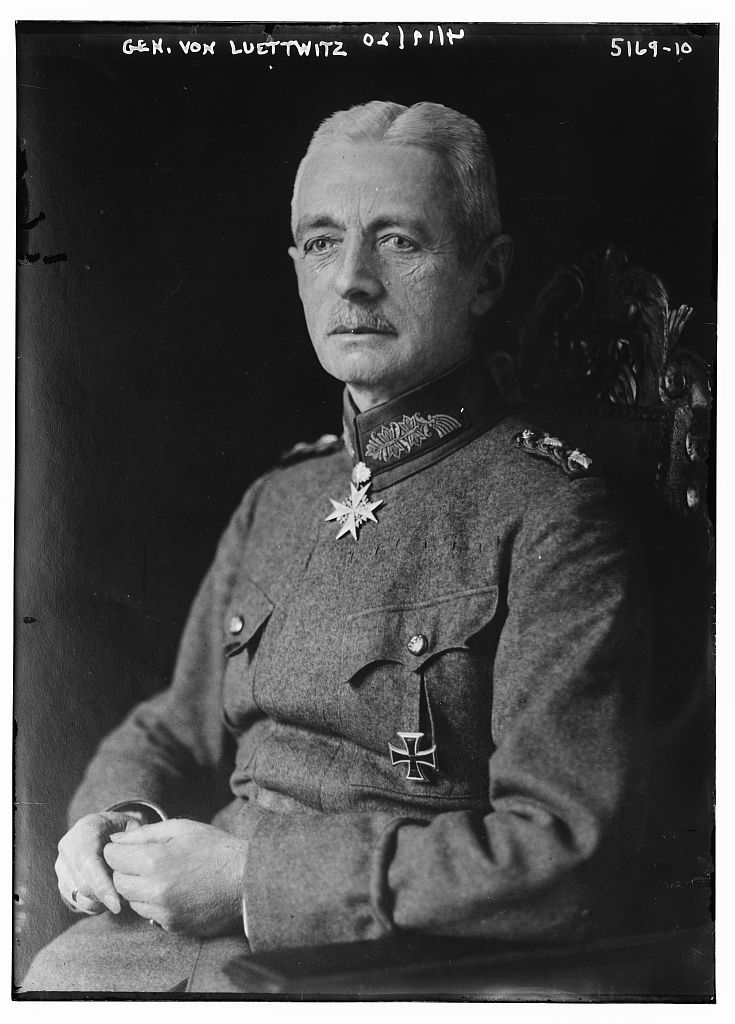
Walther von Lüttwitz (1859–1942)

### Lutu
- Luțu, Ion Ionuț (* 1975), rumänischer Fußballspieler
- Lutucuta, Sílvia (* 1969), angolanische Kardiologin, Hochschullehrerin und Gesundheitsministerin von Angola
- Lutugin, Leonid Iwanowitsch (1864–1915), russischer Geologe und Hochschullehrer
- Lutus, Paul (* 1945), US-amerikanischer Softwareautor, Wissenschaftler, Essayist

### Lutv
- Lütvogt, Dörte (* 1968), deutsche Slawistin

### Lutw
- Lutwak, Erwin (* 1946), amerikanischer Mathematiker
- Lutwin, deutscher Dichter, Verfasser der Adam-Dichtung
- Lutwin, Hans, Heilbronner Patrizier
- Lutwin, Walter, Bürgermeister der Stadt Heilbronn (erwähnt 1328 bis 1331)
- Lutwitzi, Hans (1918–1999), deutscher Politiker (CDU), MdL

### Luty
- Luty, Markus, US-amerikanischer Physiker
- Luty, Philip (1965–2011), englischer Autor und Büchsenmacher
- Lutyens, Edwin (1869–1944), britischer ArchitektEdwin Lutyens (1869–1944)

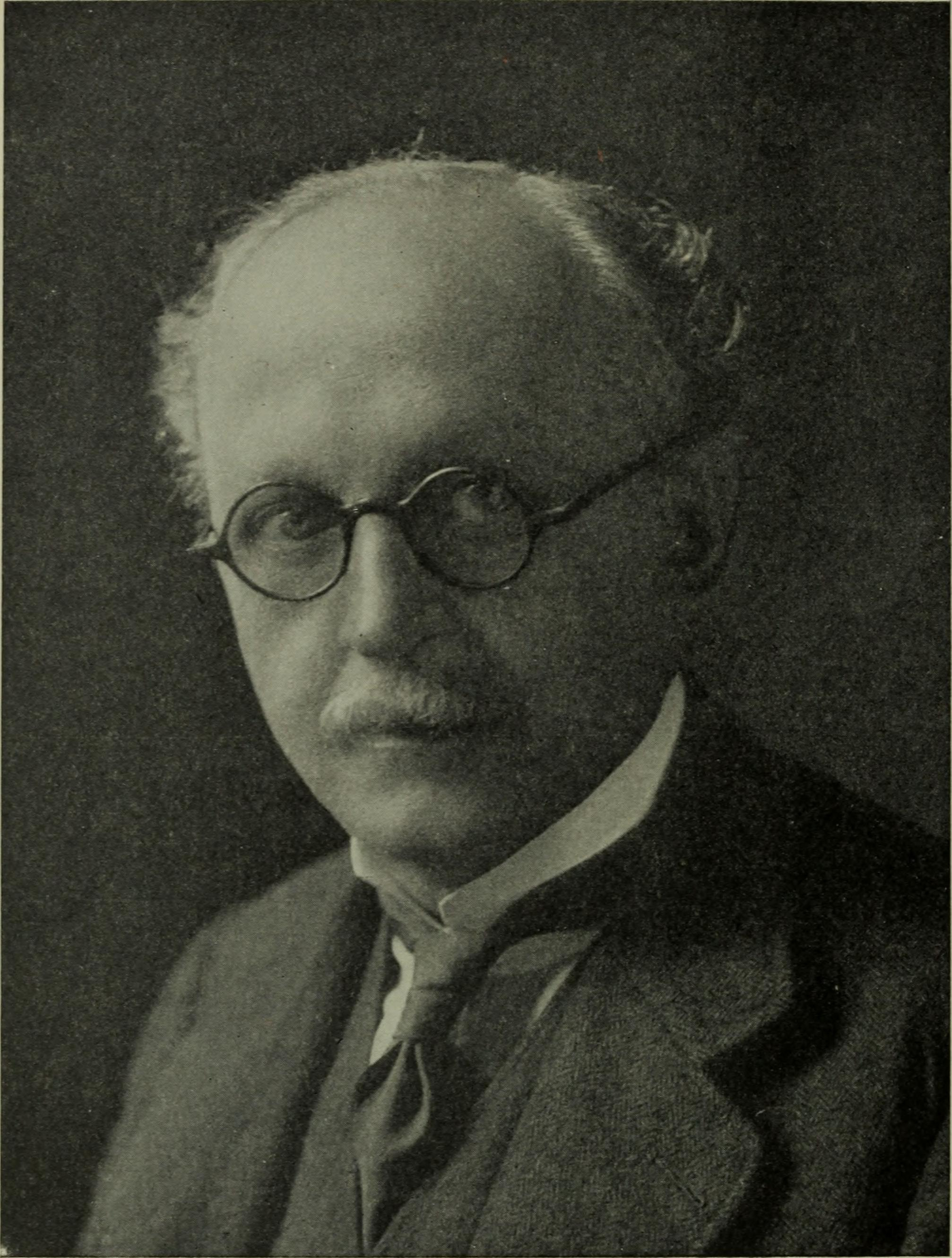
Edwin Lutyens (1869–1944)

- Lutyens, Elisabeth (1906–1983), britische Komponistin
- Lutyens, Marcos (* 1964), britischer Performance- und Installationskünstler

### Lutz
- Lutz Hochreutener, Sandra (* 1956), Schweizer Musik- und Psychotherapeutin
- Lutz Schott von Schottenstein († 1484), fränkischer Adeliger
- Lutz, Adelle (* 1948), US-amerikanische Schauspielerin, Kostümbildnerin und Model
- Lutz, Adolf von (1868–1952), deutscher Verwaltungsjurist, Bezirksamtmann und Ministerialbeamter
- Lutz, Adolfo (1855–1940), brasilianischer Mediziner, Botaniker und Zoologe
- Lutz, Albert (* 1954), Schweizer Kunsthistoriker und Musikdirektor
- Lutz, Alex (* 1978), französischer Schauspieler, Theaterregisseur (Metteur en Scéne) und Komiker
- Lutz, Alexander (* 1964), österreichischer Schauspieler und Musiker
- Lutz, Alfons (1903–1985), Schweizer Apotheker und Pharmaziehistoriker
- Lutz, Alfred (1919–2013), deutscher Hochschullehrer und Grafiker
- Lutz, Alfred (* 1963), deutscher Historiker
- Lutz, Alois (1898–1918), österreichischer Eiskunstläufer
- Lutz, Andreas (1728–1794), deutscher Zimmermeister, blieb durch sein „Menschenfresser-Grab“ in Erinnerung
- Lutz, Andreas (* 1966), deutscher Sachbuchautor
- Lutz, Andreas (* 1970), deutscher Ruderer
- Lutz, Andreas (* 1981), deutscher Medienkünstler
- Lutz, Andreas (* 1986), italienischer Eishockeyspieler
- Lutz, Angelika (* 1949), deutsche Anglistin und Hochschullehrerin
- Lutz, Anke (* 1970), deutsche Schachspielerin
- Lutz, Anna (* 2000), Schweizer Beachvolleyballspielerin
- Lutz, Anton (1894–1992), österreichischer Maler
- Lutz, Anton (* 1908), österreichisch-deutscher Politiker (NSDAP)
- Lutz, Anton (1911–1985), deutscher Fußballspieler
- Lutz, Anton (1921–2004), deutscher Politiker (CDU), MdL (Baden-Württemberg)
- Lutz, August, deutscher Miniaturmaler
- Lutz, Bartholomäus (1684–1756), deutscher Jesuit, Theologe und Kirchenrechtler
- Lutz, Bernd (1940–2022), deutscher Verleger, Lektor und Autor
- Lutz, Bernd (* 1956), deutscher katholischer Theologe
- Lutz, Bertha (1894–1976), brasilianische Herpetologin und Frauenrechtsaktivistin
- Lutz, Birgit (* 1974), deutsche Journalistin, Schriftstellerin und Abenteuerreisende
- Lutz, Bob (* 1947), US-amerikanischer Tennisspieler
- Lutz, Bruno (1889–1964), deutscher Filmarchitekt
- Lutz, Burkart (1925–2013), deutscher Soziologe und Hochschullehrer
- Lutz, Carl (1895–1975), Schweizer Diplomat
- Lutz, Catherine (* 1952), US-amerikanische Anthropologin
- Lutz, Charlotte (* 2005), französische Tischtennisspielerin
- Lutz, Christiane (* 1980), deutsche OpernregisseurinChristiane Lutz (* 1980)

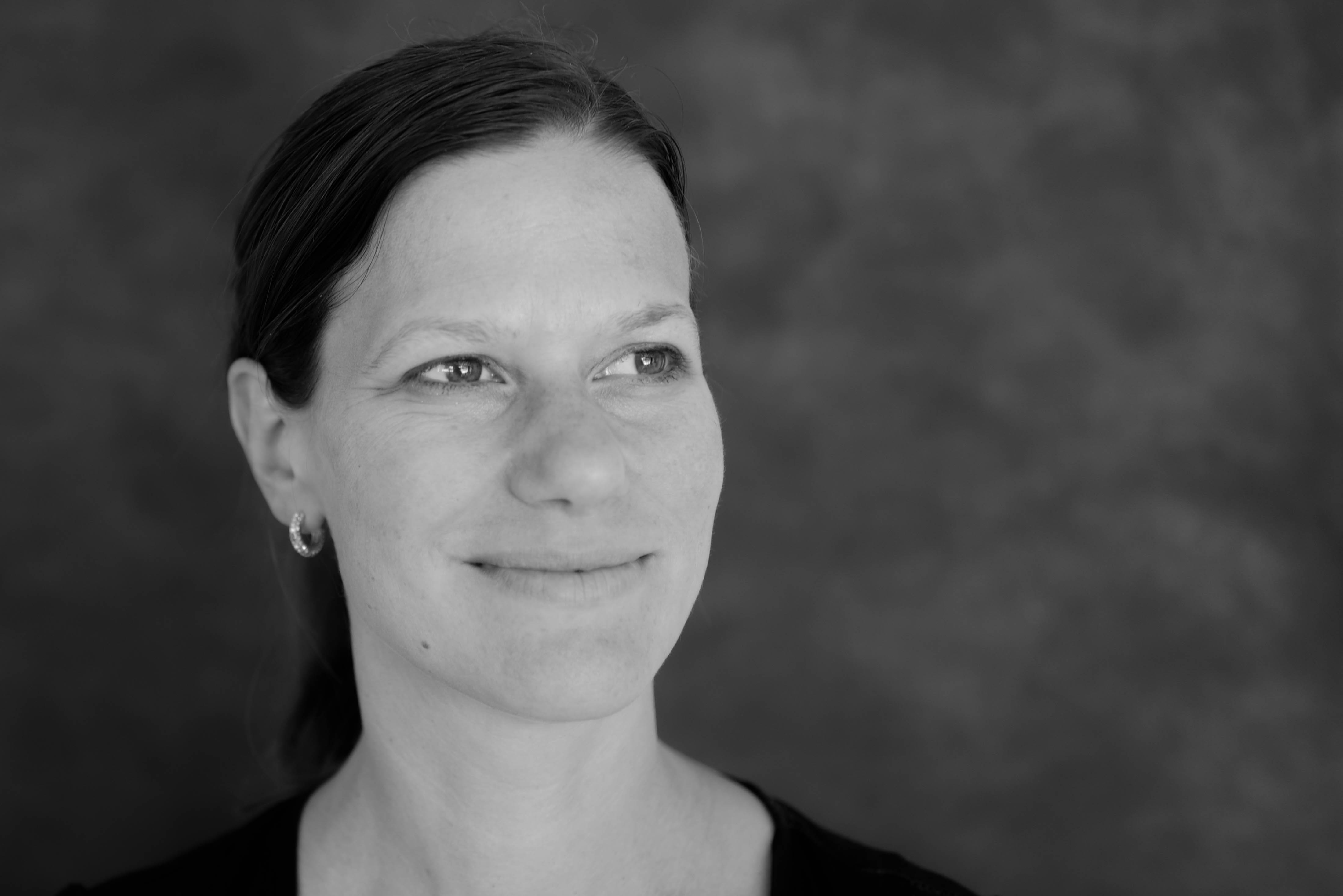
Christiane Lutz (* 1980)

- Lutz, Christopher (* 1971), deutscher Schachspieler
- Lutz, Cindy (* 1978), deutsche Politikerin (CDU), MdL Niedersachsen
- Lütz, Cornelius (1945–2024), deutscher Botaniker und Hochschullehrer
- Lutz, David, US-amerikanischer Pianist und Liedbegleiter
- Lutz, Davina (* 1994), deutsche Fußballschiedsrichterin
- Lutz, Dieter S. (1949–2003), deutscher Politikwissenschaftler und Friedensforscher
- Lutz, Dietmar (* 1941), deutscher Jurist und Autor
- Lutz, Donald (* 1989), deutsch-amerikanischer Baseballspieler
- Lutz, Donald A. (* 1940), US-amerikanischer Mathematiker und Hochschullehrer
- Lutz, Eckart Conrad (* 1951), deutscher Germanist
- Lutz, Edmund Johannes (1913–2004), deutscher Ordensgeistlicher, Autor und Verlagsleiter
- Lütz, Eduard (1838–1881), deutscher Maler und Fotograf
- Lutz, Eduard (1856–1915), Landtagsabgeordneter im Großherzogtum Hessen
- Lutz, Eduard von (1810–1893), bayerischer Generalleutnant und Kriegsminister
- Lutz, Egon (1934–2011), deutscher Politiker (SPD), MdB
- Lutz, Élisabeth (1914–2008), französische Mathematikerin
- Lutz, Eric, deutscher theoretischer Physiker
- Lutz, Ernst-Heinrich (* 1946), deutscher Offizier, Generalmajor der Bundeswehr
- Lutz, Erwin (1908–1972), österreichischer Gerechter unter den Völkern
- Lutz, Erwin (1938–2025), Schweizer Radsportler
- Lutz, Eugen (1882–1922), deutscher Oberamtmann
- Lutz, Eva (* 1958), deutsche ModedesignerinEva Lutz (* 1958)

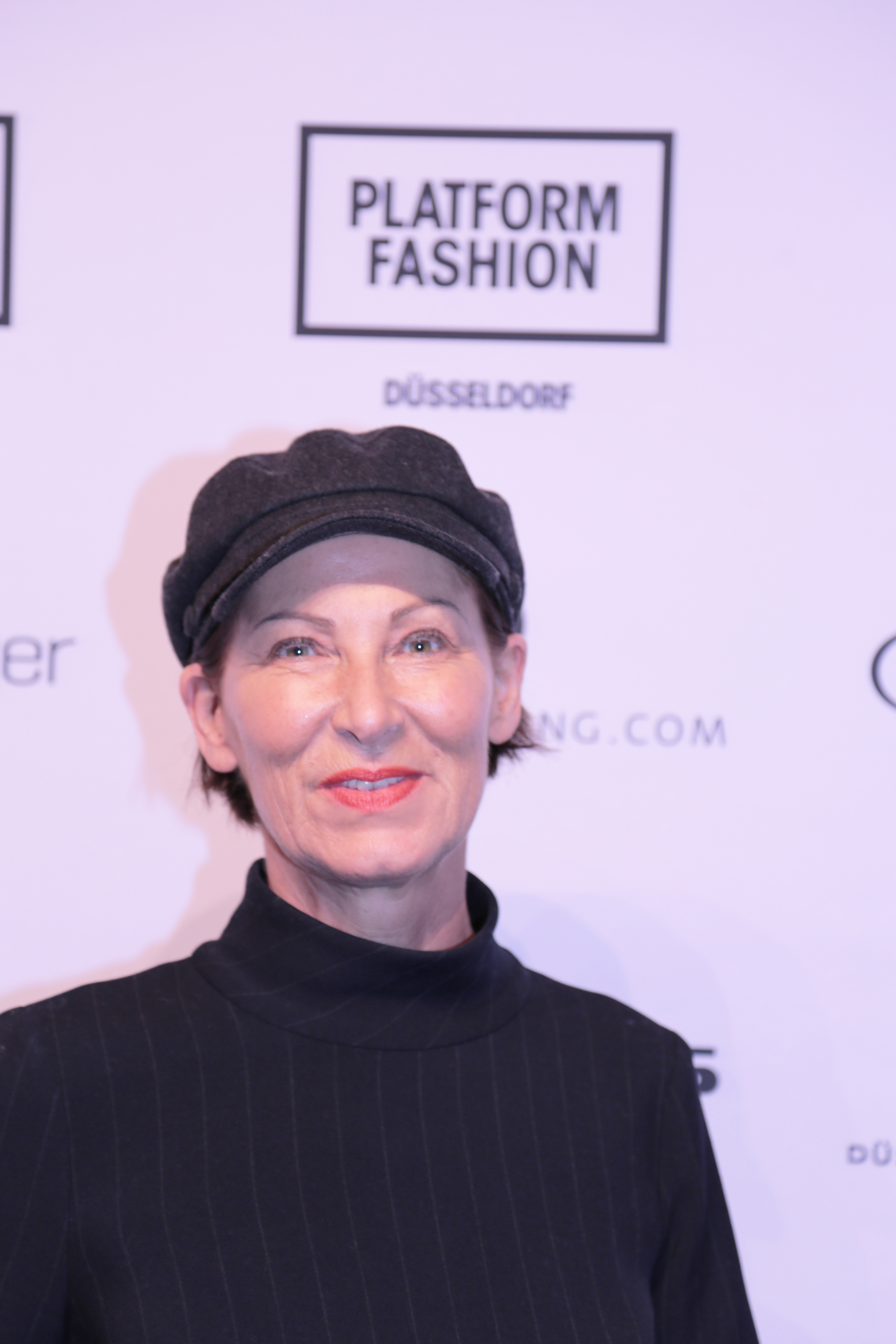
Eva Lutz (* 1958)

- Lutz, Florian (* 1970), deutscher Szenenbildner und Architekt
- Lutz, Florian (* 1979), deutscher Opernregisseur
- Lutz, Frank (1946–2001), deutscher Politiker (CDU), MdBB
- Lutz, Franz (* 1957), deutscher Polizeibeamter, Polizeipräsident Stuttgart
- Lutz, Franz Michael (1849–1913), deutscher Jurist
- Lütz, Franz Xaver (1840–1898), deutscher Architekt des Historismus
- Lutz, Friedel (1939–2023), deutscher Fußballspieler
- Lütz, Friederike (* 1988), deutsche Handballspielerin
- Lutz, Friedrich (1852–1918), deutscher Brauereibesitzer, Landwirt und Politiker (BBB), MdR
- Lutz, Friedrich A. (1901–1975), deutscher Wirtschaftswissenschaftler
- Lutz, Fritz (1917–1995), deutscher Lehrer und Heimatforscher
- Lutz, Garielle (* 1955), US-amerikanische Schriftstellerin
- Lutz, Georg (* 1915), deutscher Fußballspieler
- Lutz, Gerhard (1927–2020), deutscher Volkskundler und Hochschullehrer
- Lutz, Gerhard (1939–2017), österreichischer Physiker
- Lutz, Gerhard (* 1942), deutscher Künstler und Fotograf
- Lutz, Gerhard (* 1965), deutscher Kunsthistoriker und Kurator
- Lutz, Gertrud (1910–1944), deutsche WiderstandskämpferinGertrud Lutz (1910–1944)

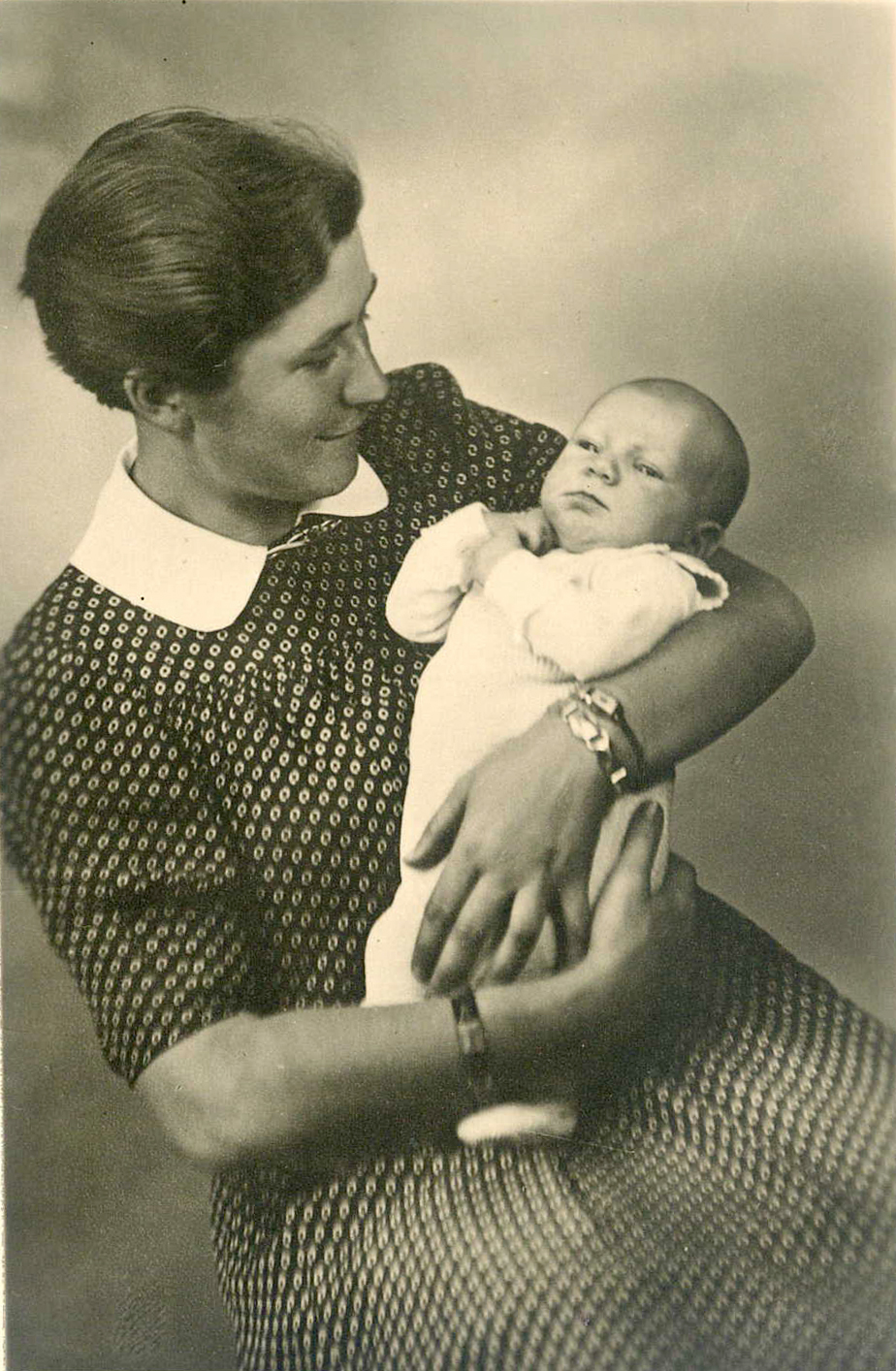
Gertrud Lutz (1910–1944)

- Lutz, Günther (1910–1946), deutscher Nationalsozialist und Dozent für Philosophie an der Universität Greifswald
- Lutz, Hannes (* 1972), österreichischer Basketballspieler
- Lutz, Hans (* 1473), deutscher Steinmetzmeister
- Lutz, Hans (* 1949), deutscher Radrennfahrer
- Lutz, Hans-Joachim (* 1969), deutscher Jurist, Richter am Bundesgerichtshof
- Lutz, Hans-Rudolf (1939–1998), Schweizer Typograf und Grafiker
- Lutz, Hartmut (* 1945), deutscher Amerikanist und Hochschullehrer
- Lutz, Heinrich (1845–1915), Schweizer Oberpostdirektor
- Lutz, Heinrich (1922–1986), deutsch-österreichischer Historiker
- Lutz, Heinz Dieter (* 1934), deutscher Chemiker und Hochschullehrer
- Lutz, Helma (* 1953), deutsche Geschlechterforscherin
- Lutz, Helmut (* 1941), deutscher Bildhauer und Autor
- Lutz, Henri (1864–1919), französischer Komponist
- Lutz, Hermann (1892–1959), deutscher Landwirt und Politiker (BBB, CSU), MdL Bayern
- Lutz, Hermann (* 1938), deutscher Polizist, ehemaliger Bundesvorsitzender der GdP
- Lutz, Holger (* 1976), deutscher Koch
- Lutz, Ines (* 1983), deutsche SchauspielerinInes Lutz (* 1983)

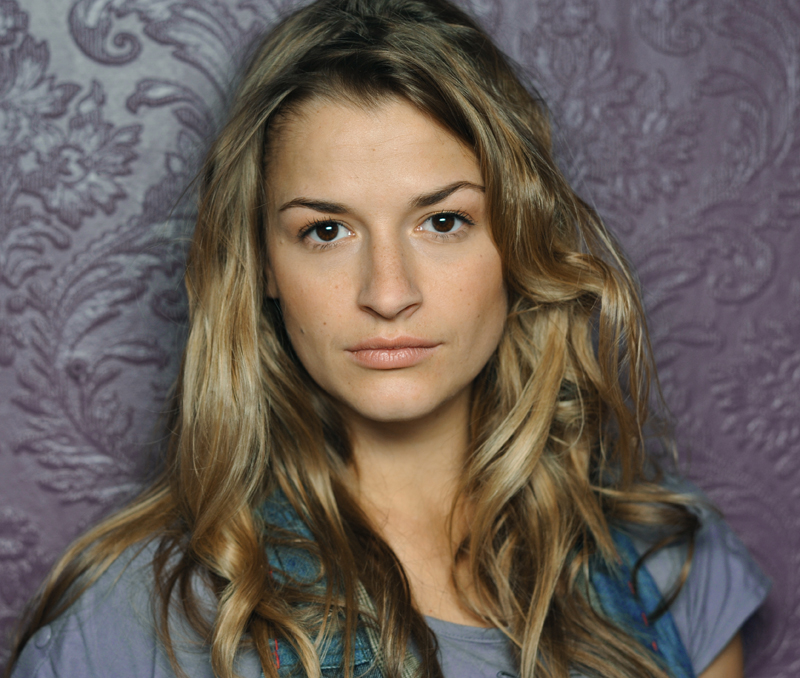
Ines Lutz (* 1983)

- Lutz, Ingrid (1924–2021), deutsche Schauspielerin
- Lutz, Jacob (1884–1954), deutscher Architekt
- Lutz, Jakob (1845–1921), Schweizer Lehrer und Politiker der Demokratischen Partei
- Lutz, Jakob (* 1898), deutscher SS-Angehöriger
- Lutz, Jakob (1903–1998), Schweizer Kinder- und Jugendpsychiater
- Lutz, Jakob Konrad (1841–1928), Schweizer Unternehmer, Gemeindepräsident, Kantonsrat, Regierungsrat und Nationalrat
- Lutz, Jessica (* 1989), Schweizer Eishockey-Spielerin
- Lutz, Jo (* 1980), australische Ruderin
- Lutz, Joachim (1906–1954), deutscher Maler und Journalist
- Lutz, Johann Evangelist Georg (1801–1882), deutscher katholischer Geistlicher und Irvingianer
- Lutz, Johann Gebhard (1835–1910), Schweizer Jurist und katholisch-konservativer Politiker
- Lutz, Johann Ludwig Samuel (1785–1844), Schweizer reformierter Theologe, Geistlicher und Hochschullehrer
- Lutz, Johann Peter (1622–1675), Hochfürstlich Brandenburgischer Rath-Kammermeister und Hochprinzeßlicher Landgüter-Inspektor im Heiligen Römischen Reich deutscher Nationen
- Lutz, Johann von (1826–1890), bayerischer Politiker und MinisterJohann von Lutz (1826–1890)

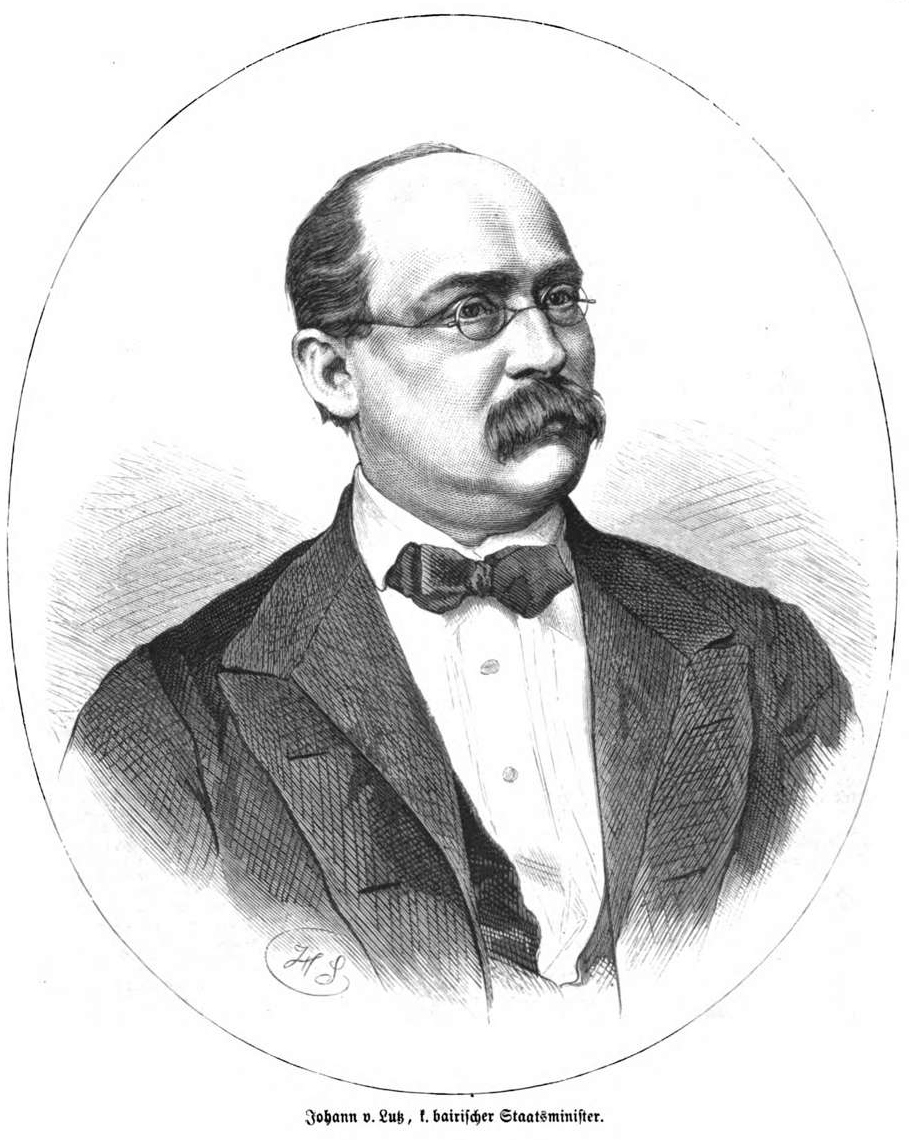
Johann von Lutz (1826–1890)

- Lutz, John (1939–2021), US-amerikanischer Schriftsteller
- Lutz, John (* 1973), US-amerikanischer Schauspieler
- Lutz, Jonas (* 1997), Schweizer Unihockeyspieler
- Lutz, Jonas Christoph (1757–1815), deutscher Kaufmann und Abgeordneter
- Lutz, Jonathan (* 1997), deutscher Schauspieler und Musiker
- Lutz, Jörg (* 1963), deutscher Kommunalpolitiker, Oberbürgermeister der Stadt Lörrach
- Lutz, Josef (1912–1963), deutscher Kaufmann und Politiker (SPD), MdL Saarland
- Lutz, Josef (* 1954), deutscher Physiker und Elektrotechniker
- Lutz, Joseph (1867–1958), deutscher Lehrer und Schulrat
- Lutz, Joseph (1933–1999), US-amerikanischer Offizier, Generalmajor der US-Army
- Lutz, Joseph Maria (1893–1972), deutscher Schriftsteller
- Lutz, Julian (* 2004), deutscher Eishockeyspieler
- Lutz, Jürgen (1952–2019), deutscher Kampfsportler, Boxmanager, Sportstudiobesitzer und Förderer des Frauenboxsports
- Lutz, Jürgen (* 1961), deutscher Fußballspieler
- Lutz, Karl (1875–1969), deutscher Rechtsanwalt und Kommunalpolitiker
- Lutz, Karl (* 1914), österreichischer Boxer
- Lutz, Karl Theodor von (1842–1905), deutscher Politiker und Verwaltungsjurist
- Lutz, Kellan (* 1985), US-amerikanischer SchauspielerKellan Lutz (* 1985)

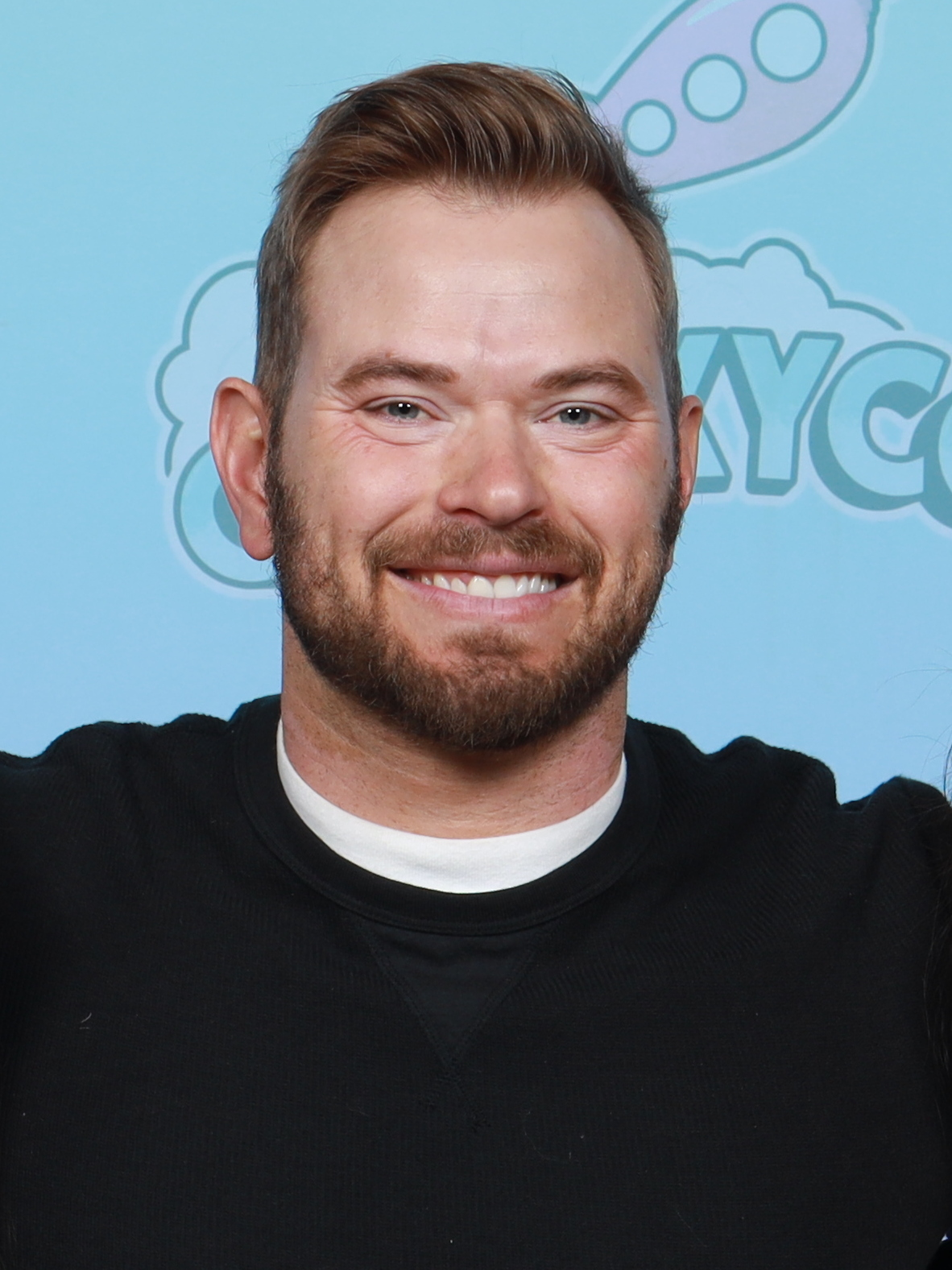
Kellan Lutz (* 1985)

- Lutz, Klaus (1940–2009), Schweizer Künstler
- Lutz, Klaus Josef (* 1958), deutscher Unternehmer
- Lutz, Leandro (* 1982), brasilianischer Biathlet und Skilangläufer
- Lutz, Leonhard (1913–1975), deutscher Manager und Staatssekretär
- Lutz, Ludwig (1820–1889), deutscher Flaschnermeister und Fabrikant von Blechspielzeug
- Lütz, Manfred (* 1954), deutscher Psychiater, katholischer Theologe, Bestsellerautor und Vatikanberater
- Lutz, Maria (1840–1872), österreichische Theaterschauspielerin und Operettensängerin (Sopran)
- Lutz, Marianne (1939–2018), deutsche Synchronsprecherin
- Lutz, Mark (* 1970), kanadischer Schauspieler
- Lutz, Markus (1772–1835), Schweizer Theologe und Historiker
- Lutz, Martin (1833–1913), deutscher Ratschreiber und Unternehmer
- Lutz, Martin (* 1943), deutscher Diplomat
- Lutz, Martin (* 1950), deutscher Kirchenmusiker und Cembalist
- Lutz, Matilda (* 1991), italienische SchauspielerinMatilda Lutz (* 1991)

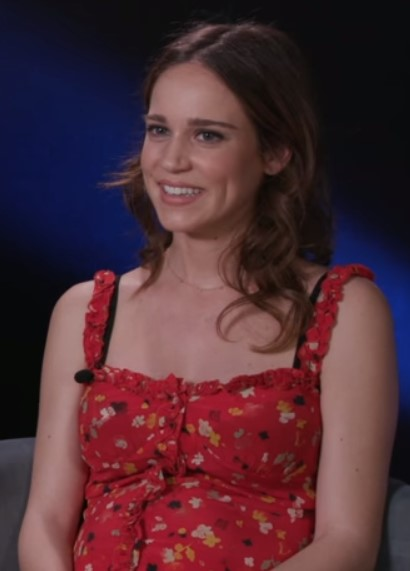
Matilda Lutz (* 1991)

- Lutz, Max (1850–1910), deutscher Architekt und Baumeister in Rosenheim
- Lutz, Michael (* 1982), deutscher Fußballtorhüter
- Lutz, Michael M. (1912–1995), deutscher Maler
- Lutz, Niclas (* 1988), deutscher Synchronsprecher
- Lutz, Nikola (* 1970), deutsche Komponistin und Saxophonistin
- Lutz, Oliver (* 1986), deutscher Jazzmusiker
- Lutz, Oskar (1902–1975), deutscher Politiker (GB/BHE, DRP), MdL
- Lutz, Oswald (1876–1944), deutscher Offizier, zuletzt General der Panzertruppe im Zweiten Weltkrieg
- Lutz, Oswald (1908–1974), österreichischer Komponist, Geiger, Kritiker und Musikpädagoge
- Lutz, Otto (1869–1947), österreichischer Politiker (GDVP), Landtagsabgeordneter, Mitglied des Bundesrates
- Lutz, Otto (1906–1974), deutscher Hochschullehrer, Ingenieur, Triebwerkskonstrukteur und Unternehmer
- Lutz, Peter (1799–1867), deutscher Kupferstecher, Zeichner, Maler und Lithograph
- Lutz, Peter (1947–2016), deutscher Boxer
- Lutz, Peter (* 1956), deutscher Rechtsanwalt
- Lutz, Raimund (* 1950), deutscher Jurist, Präsident des Bundespatentgerichts
- Lutz, Rainer (* 1943), deutscher Psychologe, Therapeut und Autor
- Lutz, Rainer (* 1961), deutscher Eishockeyspieler
- Lutz, Ralph (1915–1993), deutscher Tiefbauingenieur, Hafenbau- und Senatsbaudirektor
- Lutz, Regine (1928–2023), Schweizer Film- und Theaterschauspielerin
- Lutz, Richard (* 1964), deutscher Betriebswirt und ManagerRichard Lutz (* 1964)

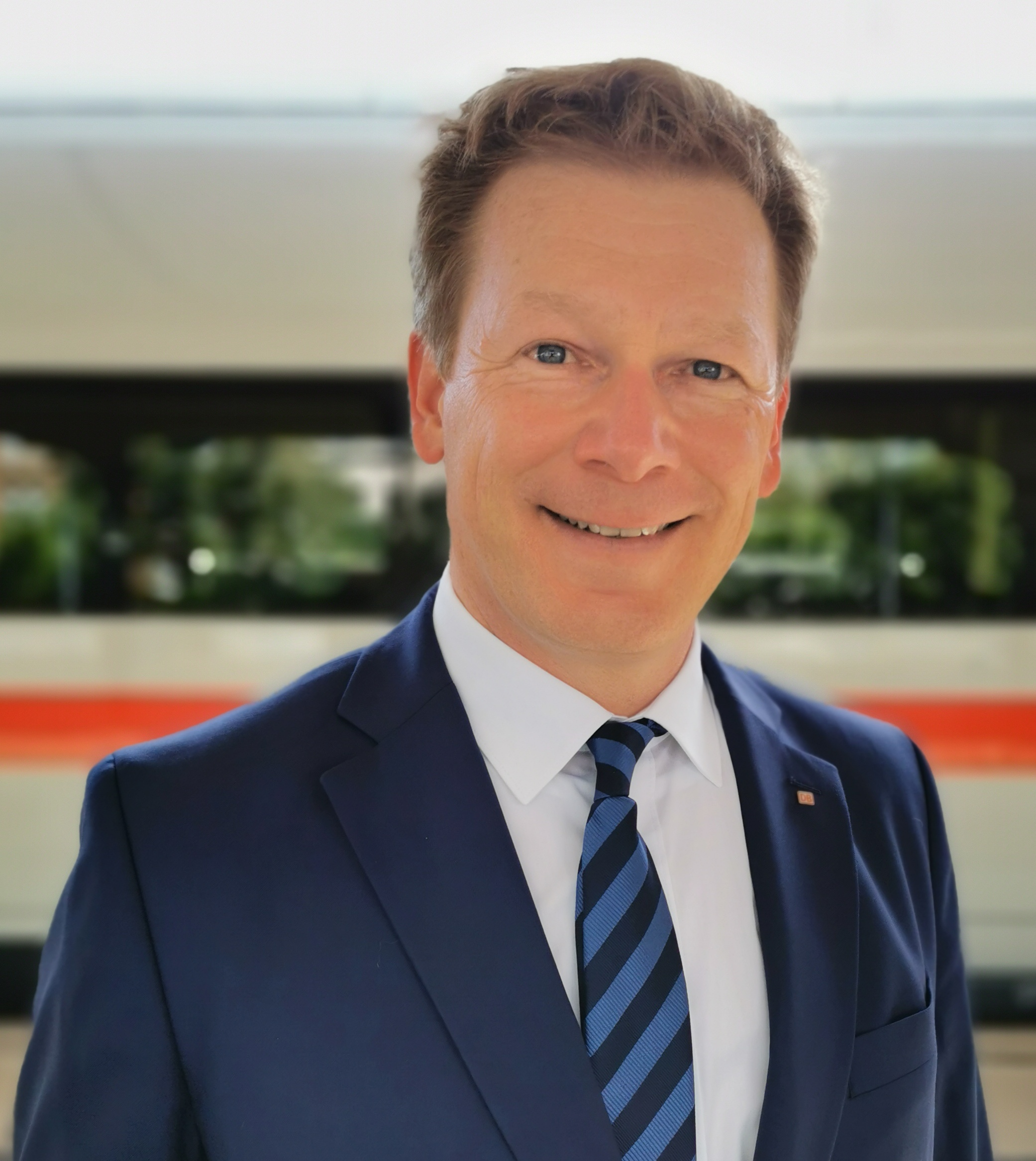
Richard Lutz (* 1964)

- Lutz, Robert A. (* 1932), US-amerikanischer Manager
- Lutz, Roger (* 1964), deutscher Fußballspieler
- Lutz, Rüdiger (1953–2006), deutscher Architekt, Psychologe, Publizist, Zukunftsforscher und Futurologe
- Lutz, Rudolf (* 1951), Schweizer Organist, Cembalist, Dirigent, Musikpädagoge und KomponistRudolf Lutz (* 1951)

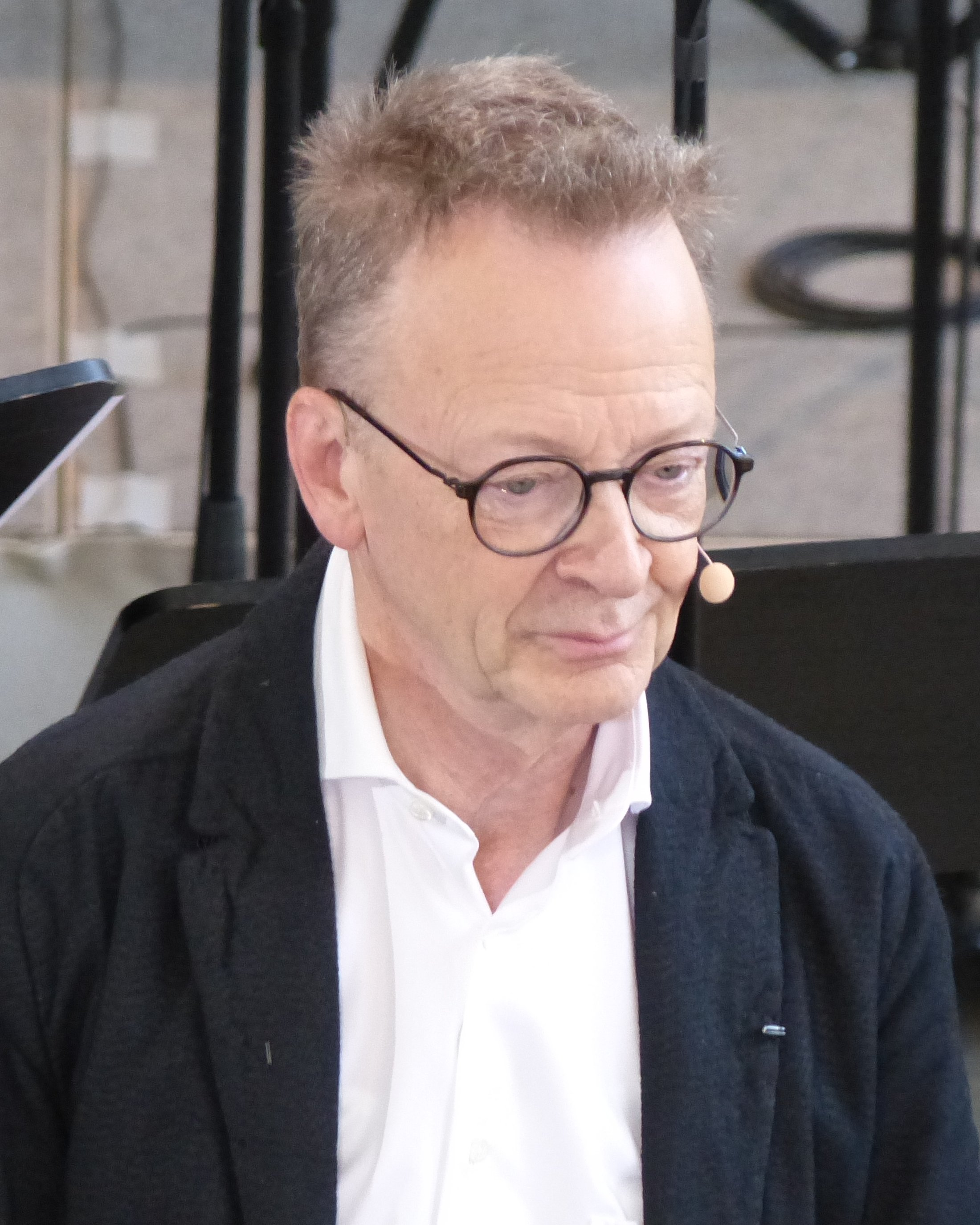
Rudolf Lutz (* 1951)

- Lutz, Samuel (1674–1750), evangelisch-pietistischer Pfarrer, Seelsorger und Schriftsteller
- Lutz, Sascha (* 1983), deutsch-amerikanischer Baseballspieler
- Lutz, Sebastian († 1560), Abt in den Klöstern Tennenbach und Bebenhausen
- Lutz, Simon, deutscher Baumeister
- Lutz, Sophie (* 1982), deutsche Schauspielerin
- Lutz, Stefanie, deutsche Behindertensportlerin
- Lütz, Susanne (* 1963), deutsche Politikwissenschaftlerin
- Lutz, Theo (1932–2010), deutscher Informatiker
- Lutz, Theodor (1841–1890), Schweizer Ingenieur
- Lutz, Theodor August (1847–1913), deutscher Apotheker, Sozialist und Politiker (SAP)
- Lutz, Thomas (* 1957), deutscher Politikwissenschaftler
- Lutz, Tina (* 1990), deutsche Seglerin
- Lutz, Volker (1941–2020), deutscher Chorleiter, Dirigent, Organist und Kirchenmusikdirektor
- Lutz, Walter (1921–2014), Schweizer 1500-Meter-Läufer und Sportjournalist
- Lutz, Werner (1930–2016), Schweizer Dichter, Maler und Grafiker
- Lutz, Werner (1931–2025), US-amerikanischer Jazzmusiker (Trompete, Flügelhorn)
- Lutz, Werner (1950–2009), deutscher Volkswirt und Politiker
- Lutz, Wil (* 1994), US-amerikanischer American-Football-Spieler
- Lutz, Wilhelm († 1883), deutscher Architekt und badischer Baubeamter
- Lutz, Wilhelm (1888–1958), Schweizer Dermatologe
- Lutz, Wilhelm (* 1931), deutscher Wirtschaftsgeograph und Ehrenvorsitzender der Frankfurter Geographischen Gesellschaft
- Lutz, Wilhelm Friedrich (1551–1597), deutscher evangelischer Theologe und früher Kritiker der Hexenverfolgung
- Lutz, Wolf-Dieter (* 1935), deutscher Politiker (SPD), MdL
- Lutz, Wolfgang (1913–2010), österreichischer Arzt
- Lutz, Wolfgang (* 1956), österreichischer Sozialwissenschaftler
- Lutz, Wolfgang (* 1966), deutscher Psychologe, Psychotherapeut und HochschullehrerWolfgang Lutz (* 1966)

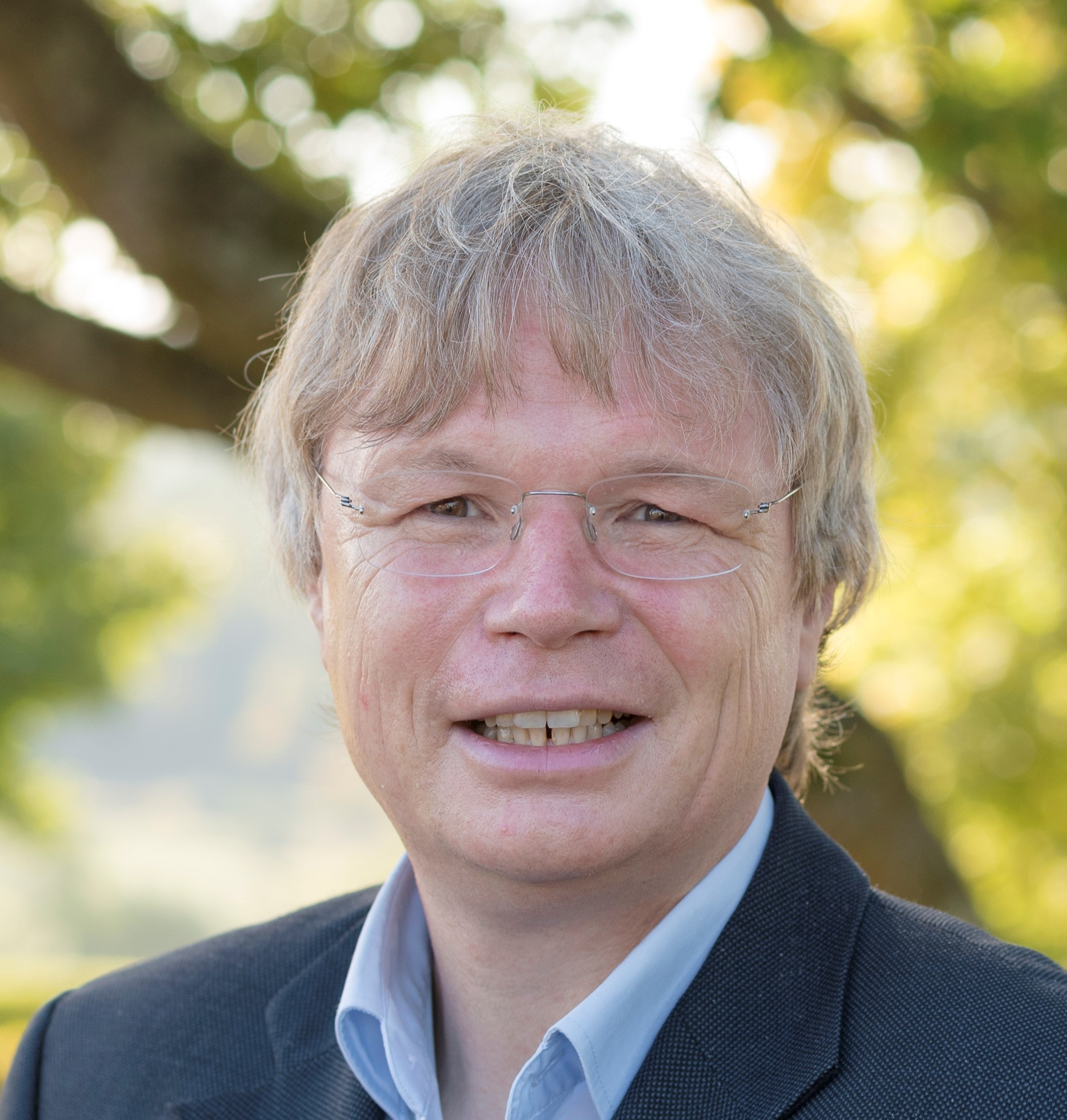
Wolfgang Lutz (* 1966)

- Lutz, Wunibald (1877–1949), deutscher Politiker (SPD), Landtagsabgeordneter im Volksstaat Hessen
- Lutz-Auras, Ludmila (* 1981), deutsche Politikwissenschaftlerin
- Lutz-Bachmann, Matthias (* 1952), deutscher Philosoph und Professor
- Lütz-Binder, Bernd (* 1942), deutscher Jurist
- Lutz-Fankhauser, Gertrud (1911–1995), Schweizer Diplomatin
- Lutz-Gantenbein, Maria (1902–1986), Schweizer Schriftstellerin
- Lutz-Léchot, Samuel (* 1944), evangelisch-reformierter Pfarrer und Theologe
- Lutz-Waldner, Erwin (1912–1975), österreichischer Maler
- Lutz-Westphal, Brigitte (* 1971), deutsche Mathematikdidaktikerin und Hochschullehrerin

#### Lutza
- Lutzau, Gabriele von (* 1954), deutsche Künstlerin und BildhauerinGabriele von Lutzau (* 1954)

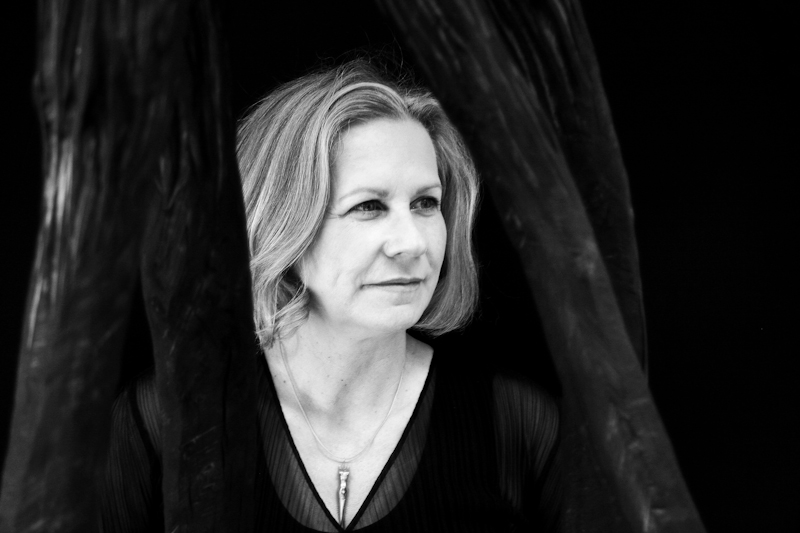
Gabriele von Lutzau (* 1954)

- Lützau-Hohlbein, Heike von (* 1946), deutsche Informatikerin

#### Lutze
- Lutze, Arthur (1813–1870), deutscher homöopathisch-vegetarischer Wunderheiler
- Lutze, Christin (* 1975), deutsche Malerin und Grafikerin
- Lütze, Diethelm (1931–2014), deutscher Unternehmer und Kunstsammler
- Lutze, Eberhard (1908–1974), deutscher Kulturabteilungsleiter
- Lutze, Ernestine (1873–1948), deutsche Politikerin (SPD)
- Lutze, Faith, US-amerikanische Kriminologin und Hoschullehrrein
- Lutze, Hermann (1903–1987), deutscher evangelischer Theologe und Geistlicher sowie Mitgründer der CDU
- Lutze, Lothar (1927–2015), deutscher Indologe
- Lutze, Lothar-Erwin (1940–2021), deutscher Spion des Ministeriums für Staatssicherheit
- Lutze, Manuela (* 1974), deutsche Ruderin
- Lutze, Max (1878–1945), deutscher Kameramann
- Lütze, Max (1889–1968), deutscher Bauingenieur, Bauindustrieller und Kunstsammler
- Lutze, Samuel Friedrich (1752–1828), Tuchhändler in Cottbus
- Lutze, Thomas (* 1969), deutscher Politiker (SPD, Die Linke), MdB
- Lutze, Viktor (1890–1943), deutscher nationalsozialistischer Politiker und SA-Führer, MdRViktor Lutze (1890–1943)

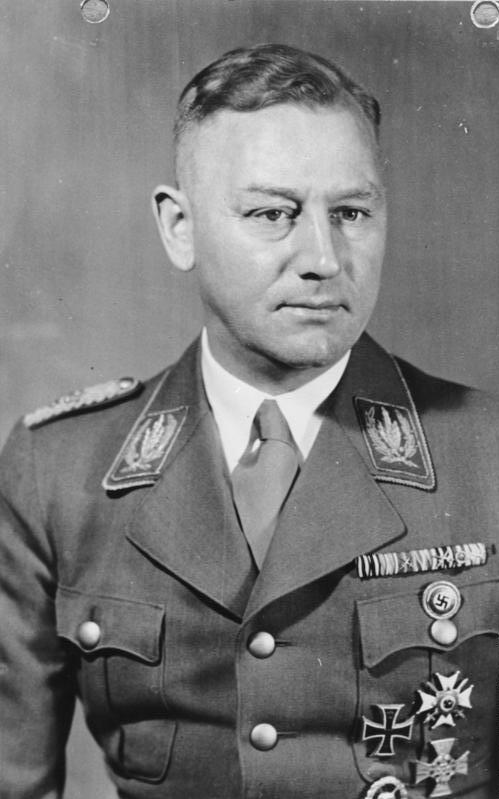
Viktor Lutze (1890–1943)

- Lutze, Walter (1891–1980), deutscher Dirigent
- Lutze-Froese, Hildegard (1937–1993), deutsche Bildhauerin und Grafikerin
- Lutzeier, Lena (* 1995), deutsche Tennisspielerin
- Lutzeier, Peter Rolf (* 1948), deutscher Linguist und Hochschullehrer
- Lützel, Jakob Heinrich (1823–1899), deutscher Komponist
- Lützel, Karl (1859–1929), deutscher Bäckermeister und Politiker (NLP), MdR
- Lützelberger, Jörg (* 1985), deutscher Handballspieler
- Lützelburg, Anton Friedrich von († 1662), württembergischer Verwaltungsbeamter
- Lützelburg, Anton von (1671–1739), sächsischer General der Kavallerie und Kabinettsminister
- Lützelburg, Franz Walter von (1707–1762), französischer Generalleutnant
- Lützelburg, Helmer von (* 1956), deutscher Regisseur, Drehbuchautor und Filmproduzent
- Lützelburg, Philipp von (1880–1948), deutscher Botaniker
- Lützelburger, Hans († 1526), deutscher Formschneider
- Lützeler, Heinrich (1902–1988), deutscher Kunsthistoriker, Professor der Philosophie, Kunstgeschichte und Literaturwissenschaft
- Lützeler, Paul Michael (* 1943), deutsch-amerikanischer Literaturwissenschaftler
- Lützelschwab, Gregor (1794–1860), Schweizer Politiker und Richter
- Lützelschwab, Irina (* 1995), Schweizer Mountainbikerin
- Lützen, Arne (* 1969), deutscher Chemiker und Professor für Organische Chemie an der Rheinischen Friedrich-Wilhelms-Universität Bonn
- Lützen, Elinborg (1919–1995), erste färöische Grafikerin
- Lützen, Hanna (* 1962), dänische Autorin und Übersetzerin
- Lützen, Jesper (* 1951), dänischer Mathematikhistoriker
- Lützenberg, Fritz (1901–1974), deutscher Hochschullehrer für Kleintierzucht in Ost-Berlin
- Lutzenberg, Johann Michael von (1745–1815), deutscher Mediziner
- Lutzenberger, José (1926–2002), deutsch-brasilianischer Umweltaktivist
- Lutzenberger, Sabine (* 1964), deutsche Mezzosopranistin
- Lutzenburg, Cornelius (* 1864), deutscher Politiker (SPD), MdL
- Lützendorf, Peter, deutscher nordischer Skisportler
- Lutzenkirchen, Fygen, Seidenunternehmerin
- Lützenkirchen, Heinrich (1909–1986), deutscher Politiker (CDU), Oberbürgermeister der Stadt Leverkusen (1961–1964)
- Lützenkirchen, Tobias, deutscher Produzent im Bereich der elektronischen Tanzmusik
- Lützenwick, Johann Daniel Christoph von Lincker und (1708–1771), Kammerdirektor und Akademiepräsident
- Lutzer, Jenny (1816–1877), österreichische Sängerin (Sopran)
- Lutzerath, Adalbert von († 1097), Priester und Abt
- Lutzerath, Matthias von († 1542), Priester und Abt
- Lützerode, Olga von (1836–1917), deutsche Krankenhausgründerin und -leiterin
- Lutzeyer, Matthias (* 1959), deutscher Künstler

#### Lutzh
- Lützhøft, Morten (* 1963), dänischer Schauspieler
- Lützhøft, Nicolaus (1864–1928), dänischer Maler und Journalist

#### Lutzk
- Lutzke, Benjamin (* 1996), deutscher SchauspielerBenjamin Lutzke (* 1996)

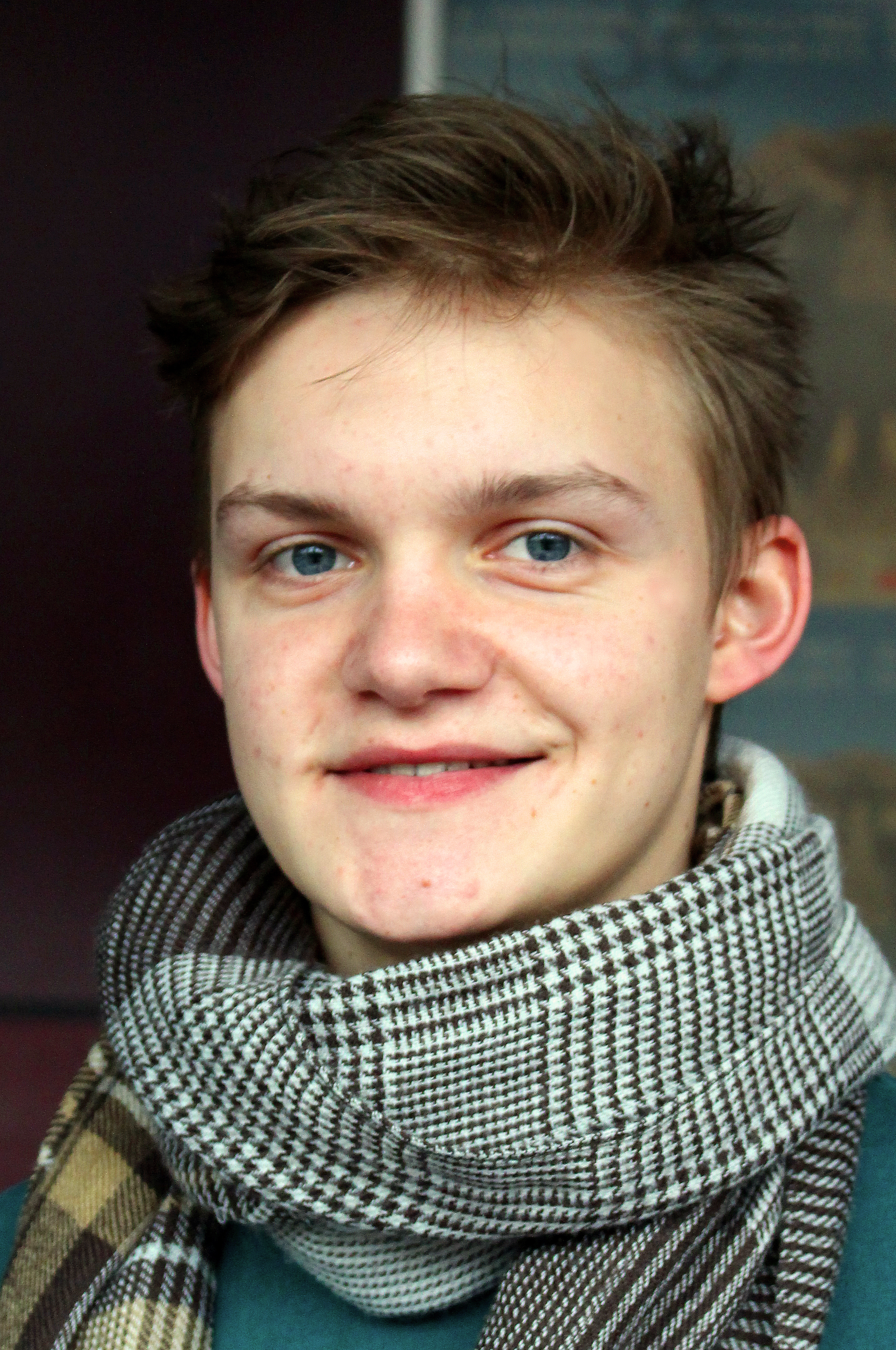
Benjamin Lutzke (* 1996)

- Lützkendorf, Felix (1906–1990), deutscher Drehbuchautor
- Lützkendorf, Hans (* 1925), deutscher Hörfunkjournalist

#### Lutzm
- Lutzmann, Friedrich (1859–1930), Autopionier, Konstrukteur und Unternehmer

#### Lutzn
- Lützner, Arthur, deutscher Architekt und kommunaler Baubeamter
- Lützner, Hellmut (1928–2020), deutscher Arzt und Autor
- Lützner, Wolfgang (* 1960), deutscher Politiker (CDU)

#### Lutzo
- Lützow, Adam Bartold Ludwig von (1792–1871), deutscher Verwaltungsjurist und oldenburgischer Kammerherr und Abgeordneter
- Lützow, August von (1757–1835), mecklenburg-schwerinscher Hofbeamter und Diplomat
- Lützow, August von (1795–1872), mecklenburgischer Gutsbesitzer
- Lützow, Carl von (1832–1897), deutscher Kunsthistoriker
- Lützow, Conrad Ignatz von (1738–1823), mecklenburg-schwerinscher Hofbeamter, zuletzt Oberhofmarschall und Oberkammerherr
- Lützow, Daniel Freiherr von (* 1974), deutscher Politiker (AfD)
- Lützow, Friedrich (1881–1964), deutscher Vizeadmiral und Militärschriftsteller
- Lützow, Günther (1912–1945), deutscher Jagdflieger der Luftwaffe im Zweiten WeltkriegGünther Lützow (1912–1945)

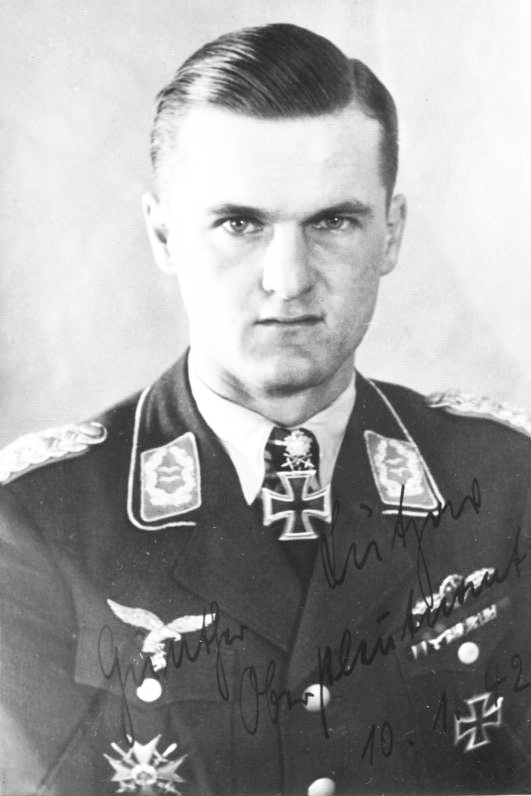
Günther Lützow (1912–1945)

- Lützow, Hans von (1876–1940), preußischer Major, Freikorpsführer und Oberst der Wehrmacht
- Lützow, Heinrich von (1807–1879), niederländischer Generalmajor
- Lützow, Heinrich von (1852–1935), österreichischer Diplomat
- Lützow, Ignatius Joseph von (1695–1745), deutscher römisch-katholischer Priester und Domherr in Lübeck
- Lützow, Johann Adolph von (1748–1819), preußischer Generalmajor, Ritter des Ordens Pour le Mérite, Dompropst von Kolberg, Kommandant von Berlin
- Lützow, Karl Ferdinand Friedrich von (1750–1830), preußischer Generalmajor, Kreisbrigadier der Gendarmerie in Pommern
- Lützow, Kurt-Jürgen von (1892–1961), deutscher Generalleutnant im Zweiten Weltkrieg
- Lützow, Leo von (1856–1908), deutscher Landrat und Landesdirektor im Fürstentum Waldeck-Pyrmont
- Lützow, Leopold von (1786–1844), preußischer Generalleutnant
- Lützow, Louis von (1831–1882), preußischer Generalmajor
- Lützow, Ludwig Adolf Wilhelm von (1782–1834), preußischer Generalmajor und Freiheitskämpfer
- Lützow, Ludwig von (1793–1872), deutscher Verwaltungsjurist, mecklenburgischer Politiker
- Lützow, Max von (* 1901), deutscher Redakteur und Staatsbeamter
- Lützow, Rudolf von (1780–1858), österreichischer Staatsmann
- Lützow, Wilhelm (1892–1915), deutscher Schwimmer